# Liste der Ortschaften in Bolivien
Die „Liste der Ortschaften in Bolivien“ ist eine nach Einwohnerzahl sortierte Liste sämtlicher nichtstädtischer Ortschaften des südamerikanischen Anden-Staates Bolivien, die entsprechend der Zahlen der letzten Volkszählung im Jahr 2012 zwischen 1.999 und 500 Einwohner aufgewiesen haben.
Zusätzlich sind in dieser Liste auch Ortschaften mit weniger als 500 Einwohnern notiert, die von einer gewissen regionalen Bedeutung sind. Da Bolivien in weiten Teilen des Landes kaum bewohnt ist, können auch Ortschaften dieser geringen Größe in ihrer Region wichtige Bevölkerungszentren darstellen.
Die jeweils dem Ortsnamen vorangestellte Index-Zahl der INE benennt mit den ersten beiden Ziffern die Zugehörigkeit zu den Departamentos, mit den folgenden beiden Ziffern die jeweilige Provinz, und mit den weiteren zwei Ziffern das jeweilige Municipio:
01 - Departamento Chuquisaca

02 - Departamento La Paz

03 - Departamento Cochabamba

04 - Departamento Oruro

05 - Departamento Potosí

06 - Departamento Tarija

07 - Departamento Santa Cruz

08 - Departamento Beni

09 - Departamento Pando
Unabhängig von der Liste der Ortschaften in Bolivien gibt es laut der Volkszählung von 2012 in Bolivien 204 Städte mit mindestens 2.000 Einwohnern, wobei ein Drittel der Bevölkerung des Landes in den vier Metropolen Santa Cruz, El Alto, La Paz und Cochabamba konzentriert ist.

## Ortschaften unter 2.000 Einwohner
(Quelle:)
1. (1.995 Einwohner) 05-0204-0200-7003 Chuquihuta
2. (1.992 Einwohner) 07-0301-0116-2001 Santa Rosa de Roca
3. (1.992 Einwohner) 07-0502-0102-3001 Valle Nuevo
4. (1.966 Einwohner) 01-0303-0102-2001 Redención Pampa
5. (1.958 Einwohner) 02-1402-0370-9002 und -0300-5001 Trinidad Pampa
6. (1.949 Einwohner) 02-1102-0100-2001 Irupana
7. (1.945 Einwohner) 07-0101-0103-4001 Santa Rita (Santa Cruz)
8. (1.941 Einwohner) 01-0702-0101-8001 San Lucas (Nor Cinti)
9. (1.937 Einwohner) 01-0403-0102-2001 Sopachuy
10. (1.932 Einwohner) 07-0401-0100-2001 Buen Retiro (Santa Cruz)
11. (1.927 Einwohner) 07-0503-0201-4001 Santiago de Chiquitos
12. (1.925 Einwohner) 07-0102-0101-8001 Enconada
13. (1.925 Einwohner) 03-1201-0172-0001 Totora (Cochabamba)
14. (1.924 Einwohner) 07-0703-0508-1006 El Dorado (Cabezas)
15. (1.919 Einwohner) 03-0902-0300-5001 Mallco Rancho
16. (1.906 Einwohner) 07-1005-0102-2001 Sagrado Corazón (Santistevan)
17. (1.884 Einwohner) 03-1301-0201-9001 Mina Asientos
18. (1.883 Einwohner) 07-0105-0400-8001 Tiquipaya (Santa Cruz)
19. (1.858 Einwohner) 03-1402-0102-5002 Villa Rivero
20. (1.853 Einwohner) 02-0301-0106-0001 Coro Coro
21. (1.848 Einwohner) 07-0101-0100-2003 Montero Hoyos
22. (1.839 Einwohner) 09-0301-0101-2001 Puerto Gonzalo Moreno
23. (1.827 Einwohner) 02-1502-0200-7002 Tumupasa
24. (1.826 Einwohner) 05-0402-0102-7001 Ravelo (Potosí)
25. (1.823 Einwohner) 01-1003-0100-1001 Macharetí
26. (1.813 Einwohner) 06-0301-0201-7001 Villa El Carmen (Caipitandi)
27. (1.809 Einwohner) 07-0105-0107-5001 La Angostura (Santa Cruz)
28. (1.790 Einwohner) 07-0102-0101-2001 Don Lorenzo
29. (1.783 Einwohner) 02-2001-2103-3001 Taypiplaya
30. (1.782 Einwohner) 03-0902-0300-2001 Coachaca Chico
31. (1.776 Einwohner) 03-0902-0300-4001 Mallco Chapi
32. (1.773 Einwohner) 02-1006-0100-8002 Licoma
33. (1.773 Einwohner) 07-0502-0106-8001 Tres Cruces (Santa Cruz)
34. (1.766 Einwohner) 06-0301-0300-3001 Palmar Chico
35. (1.754 Einwohner) 05-0901-0200-8028 San Cristóbal (Bolivien)
36. (1.751 Einwohner) 04-0603-0100-1001 Antequera (Oruro)
37. (1.751 Einwohner) 07-0702-0100-2001 Estación Charagua
38. (1.751 Einwohner) 03-0301-0100-9008 Independencia (Ayopaya)
39. (1.750 Einwohner) 03-1402-0170-4001 Aramasi
40. (1.738 Einwohner) 07-0105-0105-0001 Santa Martha
41. (1.735 Einwohner) 06-0101-0600-2    San Mateo (Tarija)
42. (1.722 Einwohner) 05-0404-0103-6001 Ocurí (Potosí)
43. (1.722 Einwohner) 06-0401-0102-9001 Valle de Concepción
44. (1.713 Einwohner) 07-0102-0101-4001 El Bisito
45. (1.711 Einwohner) 03-0902-0301-1001 Vinto Chico
46. (1.677 Einwohner) 07-1105-0105-1001 San Antonio de Lomerío
47. (1.674 Einwohner) 05-0201-0109-7001 Cala Cala (Potosí)
48. (1.668 Einwohner) 04-0401-0100-4001 Curahuara de Carangas
49. (1.656 Einwohner) 02-0905-0401-3001 Viloco
50. (1.632 Einwohner) 07-0202-0200-8001 Nuevo Horizonte (Warnes)
51. (1.630 Einwohner) 02-1306-0400-1001 Marquirivi (Colquencha)
52. (1.622 Einwohner) 03-1001-0402-3    Korihuma II
53. (1.622 Einwohner) 03-0403-0371-7001 Santa Rosa de Lima (Arbieto)
54. (1.602 Einwohner) 07-1301-0601-2001 San Isidro (Santa Cruz)
55. (1.599 Einwohner) 05-0802-0500-1001 Animas
56. (1.598 Einwohner) 03-0902-0300-3001 Huañacahua
57. (1.596 Einwohner) 07-0105-0301-1001 San Luis (El Torno)
58. (1.585 Einwohner) 05-0403-0105-4001 Pocoata (Potosí)
59. (1.576 Einwohner) 02-0606-0170-9002 Chima (La Paz)
60. (1.574 Einwohner) 03-0902-0300-9001 Sauce Rancho
61. (1.573 Einwohner) 02-1103-0100-1001 La Chojlla
62. (1.562 Einwohner) 01-0404-0100-1001 Alcalá (Tomina)
63. (1.556 Einwohner) 07-0101-0401-0002 Paurito
64. (1.554 Einwohner) 02-0204-0202-0001 Huarina
65. (1.547 Einwohner) 07-0102-0102-6001 Tarope
66. (1.541 Einwohner) 02-1202-0600-3001 Cantapa
67. (1.539 Einwohner) 07-0904-0102-0001 Quirusillas
68. (1.525 Einwohner) 05-1101-0101-9001 Puna (Bolivien)
69. (1.524 Einwohner) 01-0502-0100-3001 Huacareta
70. (1.523 Einwohner) 01-0402-0102-6001 Tomina
71. (1.522 Einwohner) 01-0102-0102-7001 Yotala
72. (1.520 Einwohner) 04-0201-0200-5001 Cruce Culta
73. (1.519 Einwohner) 02-0608-0603-0001 Teoponte
74. (1.509 Einwohner) 01-0703-0101-4001 Incahuasi (Nor Cinti)
75. (1.506 Einwohner) 07-0703-0502-0001 Mora (Cordillera)
76. (1.500 Einwohner) 04-0502-0100-1001 Escara
77. (1.500 Einwohner) 07-0101-0400-9001 Las Peñas (Santa Cruz)

## Ortschaften unter 1.500 Einwohner
1. (1.496 Einwohner) 06-0101-0500-5 Guerra Huayco
2. (1.481 Einwohner) 04-0102-0200-1001 La Joya (Bolivien)
3. (1.472 Einwohner) 07-0502-0103-9001 Manitoba (Pailón)
4. (1.462 Einwohner) 04-1001-0400-4013 Toledo (Oruro)
5. (1.450 Einwohner) 03-0802-0103-0001 Toco (Cochabamba)
6. (1.438 Einwohner) 02-0904-0100-6003 Malla (La Paz)
7. (1.437 Einwohner) 06-0201-0100-7001 Padcaya
8. (1.433 Einwohner) 07-0103-0102-8001 Porongo
9. (1.425 Einwohner) 08-0402-0100-8002 Exaltación
10. (1.417 Einwohner) 02-1304-0100-2001 Calamarca
11. (1.407 Einwohner) 04-0602-0100-1009 Pazña
12. (1.405 Einwohner) 06-0301-0203-6001 El Brial
13. (1.391 Einwohner) 03-0904-0170-5701 Pairumani
14. (1.386 Einwohner) 04-0602-0301-3001 Peñas (Oruro)
15. (1.382 Einwohner) 07-0703-0500-5001 Ribera Palacios
16. (1.359 Einwohner) 02-0401-0102-3001 Puerto Acosta
17. (1.346 Einwohner) 06-0301-0101-3001 San Isidro (Tarija)
18. (1.339 Einwohner) 02-1304-0400-1001 San Antonio de Senkata
19. (1.335 Einwohner) 03-0203-0100-8001 Omereque
20. (1.330 Einwohner) 01-0704-0101-9001 Villa Charcas
21. (1.326 Einwohner) 02-1005-0100-6001 Ichoca
22. (1.324 Einwohner) 05-1102-0300-9001 Caiza „D“
23. (1.323 Einwohner) 06-0301-0201-1001 Yaguacua
24. (1.318 Einwohner) 07-0104-0500-2002 Basilio (Santa Cruz)
25. (1.313 Einwohner) 07-0502-0301-2001 El Tinto
26. (1.313 Einwohner) 02-1201-0101-5001 Pucarani
27. (1.306 Einwohner) 09-0302-0100-1001 Blanca Flor
28. (1.304 Einwohner) 05-0502-0101-3001 Toro Toro
29. (1.288 Einwohner) 02-0101-0105-7001 Apaña
30. (1.287 Einwohner) 07-0502-0103-0001 Colonia California
31. (1.285 Einwohner) 03-1205-0300-1001 Mariposas (Ort)
32. (1.253 Einwohner) 06-0101-0500-8001 Turumayo
33. (1.238 Einwohner) 02-1402-0101-2001 Coripata
34. (1.238 Einwohner) 02-0802-0102-0001 Puerto Guaqui
35. (1.234 Einwohner) 06-0501-1100-3001 Tomatitas
36. (1.232 Einwohner) 07-0401-0101-8001 Huaytú
37. (1.231 Einwohner) 09-0102-0101-3001 Villa Rojas
38. (1.229 Einwohner) 01-0201-0100-1001 Azurduy
39. (1.229 Einwohner) 07-0702-0100-8001 Colonia Casa Grande
40. (1.228 Einwohner) 06-0401-0100-3001 Calamuchita
41. (1.223 Einwohner) 05-0802-0500-4001 Siete Suyos
42. (1.222 Einwohner) 02-0605-0200-5001 Sorejaya
43. (1.221 Einwohner) 05-0901-0100-1001 Colcha „K“ (Potosí)
44. (1.215 Einwohner) 07-1501-0200-1    San Pablo de Guarayos
45. (1.214 Einwohner) 05-0901-0200-4037 San Cristóbal (Minera)
46. (1.211 Einwohner) 01-0901-0100-6001 Villa Abecia
47. (1.210 Einwohner) 03-1206-0107-5001 Río Blanco Agrario
48. (1.209 Einwohner) 03-0402-0100-1001 Anzaldo
49. (1.209 Einwohner) 02-0606-0400-3001 Chuquini
50. (1.202 Einwohner) 07-0502-0101-5001 Colonia Canadiense 2
51. (1.200 Einwohner) 02-1105-0700-1001 La Calzada
52. (1.199 Einwohner) 03-0904-0200-1001 Combuyo
53. (1.198 Einwohner) 03-1404-0100-6001 Tacachi
54. (1.191 Einwohner) 03-0403-0372-3001 Llave Mayu
55. (1.189 Einwohner) 02-1003-0100-1001 Cajuata
56. (1.180 Einwohner) 03-0701-0100-1001 Apillapampa
57. (1.177 Einwohner) 02-0305-0105-5016 Charaña
58. (1.168 Einwohner) 07-0602-0100-5001 Loma Alta (Santa Cruz)
59. (1.168 Einwohner) 02-0807-0201-2001 Ñachoca
60. (1.164 Einwohner) 05-0102-0105-4001 Anthura
61. (1.162 Einwohner) 02-0405-0302-2001 Escoma
62. (1.161 Einwohner) 03-1204-0176-0001 Cesarzama
63. (1.156 Einwohner) 06-0501-0400-1    Canasmoro
64. (1.155 Einwohner) 07-0104-0100-6002 Swift Current (Bolivien)
65. (1.150 Einwohner) 07-0103-0101-2002 Pozo Colorado (Porongo)
66. (1.148 Einwohner) 07-0105-0300-7003 Tarumá
67. (1.148 Einwohner) 03-0403-0100-7001 Tiataco
68. (1.147 Einwohner) 03-1602-0203-9001 Ibuelo
69. (1.147 Einwohner) 03-1001-0600-4001 Tutimayu
70. (1.145 Einwohner) 02-0803-0300-5001 Huari Chico
71. (1.141 Einwohner) 02-1003-0300-2001 Circuata
72. (1.135 Einwohner) 05-0401-0202-6001 Macha (Potosí)
73. (1.133 Einwohner) 09-0301-0101-4001 Las Piedras (Pando)
74. (1.131 Einwohner) 05-0501-0102-5001 San Pedro de Buena Vista
75. (1.130 Einwohner) 07-0201-0602-1001 El Tajibo
76. (1.129 Einwohner) 07-0602-0103-7001 Los Andes (Sara)
77. (1.128 Einwohner) 04-0602-0500-1014 Totoral
78. (1.127 Einwohner) 03-0902-0300-7001 Payacollo
79. (1.126 Einwohner) 01-0702-0801-9001 Palacio Tambo
80. (1.124 Einwohner) 01-0602-0103-2001 Yamparáez
81. (1.123 Einwohner) 06-0501-0600-2001 Rancho Norte
82. (1.119 Einwohner) 02-1105-0800-5001 Las Mercedes (Sud Yungas)
83. (1.105 Einwohner) 02-0801-0104-8001 Achica Arriba
84. (1.104 Einwohner) 02-0201-0101-2001 Chijipina Grande
85. (1.102 Einwohner) 02-0801-0100-9001 Chonchocoro
86. (1.101 Einwohner) 02-0803-0300-1001 Huacullani
87. (1.098 Einwohner) 05-0403-0171-2702 Villa Alcarapi
88. (1.092 Einwohner) 03-0301-0200-5001 Kami (Independencia)
89. (1.084 Einwohner) 02-0102-0200-4001 Cohoni
90. (1.084 Einwohner) 08-0501-0301-3001 San Lorenzo de Moxos
91. (1.079 Einwohner) 07-0502-0106-5001 Pozo del Tigre
92. (1.078 Einwohner) 02-0103-0101-5005 Huajchilla
93. (1.077 Einwohner) 02-0103-0101-4003 El Palomar (Mecapaca)
94. (1.074 Einwohner) 04-0802-0100-7008 Pampa Aullagas
95. (1.073 Einwohner) 03-1204-0108-2001 Senda B Nueva Canaan
96. (1.068 Einwohner) 03-0904-0170-4701 Viloma Grande
97. (1.064 Einwohner) 03-1003-0120-9001 Chipiriri
98. (1.060 Einwohner) 02-0607-0361-2001 Charopampa
99. (1.059 Einwohner) 08-0803-0200-2002 El Carmen (Beni)
100. (1.055 Einwohner) 02-0807-0201-1001 Sapana
101. (1.048 Einwohner) 04-1401-0400-9002 San Pedro de Condo
102. (1.047 Einwohner) 02-1602-0100-1001 Curva
103. (1.042 Einwohner) 04-0301-0300-1001 Opoqueri
104. (1.041 Einwohner) 03-1003-0102-1001 San Gabriel (Chapare)
105. (1.041 Einwohner) 03-1204-0108-7001 Senda Tres
106. (1.039 Einwohner) 06-0301-0103-3001 Lapachal Alto
107. (1.039 Einwohner) 01-0704-0171-5001 Pucará (Charcas)
108. (1.039 Einwohner) 06-0301-0201-6001 Tierras Nuevas
109. (1.036 Einwohner) 03-1206-0101-1001 Isarzama
110. (1.035 Einwohner) 05-0202-0100-2001 Amayapampa
111. (1.034 Einwohner) 02-1203-0500-3001 Karhuiza
112. (1.033 Einwohner) 07-0702-0301-3001 Campo Uno (Durango)
113. (1.029 Einwohner) 07-0502-0104-2001 Colonia Oriente
114. (1.029 Einwohner) 03-1003-0115-4001 Paractito
115. (1.027 Einwohner) 02-1202-0600-2001 Callamarca
116. (1.027 Einwohner) 07-1501-0103-3001 Santa María de Guarayos
117. (1.026 Einwohner) 01-0702-0802-1001 Malliri
118. (1.025 Einwohner) 07-1005-0100-5001 Canandoa
119. (1.024 Einwohner) 07-0101-0101-1001 Villa Flor
120. (1.023 Einwohner) 02-1105-1000-7701 Siguani Grande
121. (1.023 Einwohner) 05-0602-0400-8012 Yawisla
122. (1.021 Einwohner) 05-0802-0100-5001 Telamayu PLZ bei der INE falsch notiert!
123. (1.019 Einwohner) 03-1002-0172-1703 Aguirre (Chapare)
124. (1.015 Einwohner) 03-0902-0103-8001 Suticollo
125. (1.012 Einwohner) 06-0301-0100-2001 Campo Pajoso
126. (1.005 Einwohner) 08-0401-0270-4701 El Perú
127. (1.005 Einwohner) 04-0102-0100-2011 Villa Puente
128. (1.003 Einwohner) 04-0501-0100-1001 Huachacalla
129. (1.003 Einwohner) 03-1205-0400-3001 Vueltadero
130. (1.002 Einwohner) 07-0701-0101-1001 Lagunillas (Cordillera)
131. (1.000 Einwohner) 04-0301-0101-0001 Corque

## Ortschaften unter 1.000 Einwohner
1. (999 Einwohner) 07-0706-0200-1001 Choreti
2. (999 Einwohner) 03-1003-0117-0001 Samuzabety
3. (998 Einwohner) 02-0103-0102-1008 Mecapaca
4. (996 Einwohner) 07-0404-0100-3001 La Enconada
5. (996 Einwohner) 05-0601-1500-1003 Ramadas (Nor Chichas) (im Censo 2012 mit falscher PLZ)
6. (996 Einwohner) 03-0902-0202-2001 Tajra
7. (995 Einwohner) 02-1402-0371-2001 Santa Rosa de Lima (Arapata)
8. (994 Einwohner) 07-0102-0102-4001 Tajibos
9. (993 Einwohner) 05-1003-0100-5001 San Antonio de Esmoruco
10. (991 Einwohner) 01-0301-0100-1002 Capilla Llave (Zudáñez)
11. (989 Einwohner) 02-1402-0371-1001 San José de Pery
12. (989 Einwohner) 03-1403-0200-1001 San Lorenzo (Punata)
13. (988 Einwohner) 07-0602-0200-1001 Azubi (Sara)
14. (985 Einwohner) 07-0201-0300-2001 Clara Chuchio
15. (985 Einwohner) 06-0301-0100-6001 Crevaux (Tarija)
16. (983 Einwohner) 07-0502-0101-5002 Rosal Centro
17. (982 Einwohner) 08-0202-0300-1001 Cachuela Esperanza
18. (981 Einwohner) 02-0702-0101-0001 Pelechuco
19. (981 Einwohner) 02-1702-0200-4001 San Pablo de Tiquina
20. (979 Einwohner) 01-0405-0100-6001 El Villar
21. (973 Einwohner) 07-0702-0102-8001 La Brecha
22. (972 Einwohner) 07-0503-0100-1002 Chochís
23. (971 Einwohner) 03-1003-0101-5001 Isinuta
24. (968 Einwohner) 05-1202-0503-6001 Yura
25. (967 Einwohner) 07-0502-0103-7001 La Milagrosa
26. (960 Einwohner) 01-0202-0100-9001 Tarvita
27. (959 Einwohner) 02-0608-0602-9001 Mayaya
28. (958 Einwohner) 03-0302-0500-1001 Chinchiri
29. (958 Einwohner) 07-0502-0300-7001 Colonia El Cerro
30. (957 Einwohner) 07-0301-0109-3001 San Javierito
31. (951 Einwohner) 03-1301-0370-7003 Raqay Pampa
32. (949 Einwohner) 07-0201-0400-5001 El Barrial
33. (949 Einwohner) 07-1201-0300-2001 Ascención de la Frontera
34. (945 Einwohner) 07-0602-0107-8001 Rincón de Palometas
35. (945 Einwohner) 07-0403-0102-4001 San Juan Campo Víbora
36. (944 Einwohner) 07-0703-0500-7001 Menonita Sommer Feld
37. (943 Einwohner) 05-1101-0104-1001 Kepallo
38. (936 Einwohner) 06-0101-0300-8001 Tolomosa Grande
39. (936 Einwohner) 02-0103-0102-6002 Yupampa Valencia
40. (935 Einwohner) 08-0402-0100-9001 Coquinal
41. (932 Einwohner) 03-0904-0170-2701 Potrero (Vinto)
42. (931 Einwohner) 02-0103-0200-6001 Santiago de Collana
43. (928 Einwohner) 03-0701-0101-4001 Sarcobamba
44. (926 Einwohner) 02-1003-03xx-xxxx Villa Barrientos (Inquisivi)
45. (924 Einwohner) 05-0302-0105-6001 Chiutari
46. (923 Einwohner) 07-0201-0401-3001 La Finca
47. (923 Einwohner) 05-0202-0102-0001 Aymaya
48. (922 Einwohner) 02-0602-0770-7001 Carura
49. (922 Einwohner) 02-1101-0400-4001 Huancané (Chulumani)
50. (920 Einwohner) 02-1201-1300-2001 Palcoco
51. (916 Einwohner) 02-1002-0200-5002 Mina La Argentina
52. (916 Einwohner) 06-0601-0400-4001 Palos Blancos (Tarija)
53. (915 Einwohner) 08-0101-0100-7001 Casarabe
54. (915 Einwohner) 05-0101-0301-6004 Huari Huari
55. (915 Einwohner) 05-1202-0800-9003 Tica Tica
56. (913 Einwohner) 02-0806-1800-9001 Titicani Tucari
57. (911 Einwohner) 02-0306-0100-3001 Taypuma Centro
58. (910 Einwohner) 06-0302-0101-2001 Loma Alta (Tarija)
59. (910 Einwohner) 04-0202-0100-6001 Santuario de Quillacas
60. (909 Einwohner) 07-0502-0200-1004 Cañada Larga
61. (909 Einwohner) 03-0301-0200-9001 Patiño Alto
62. (907 Einwohner) 02-0203-1200-1001 Chua Cocani
63. (907 Einwohner) 03-1003-0118-0001 San Pedro (Chapare)
64. (901 Einwohner) 02-1301-0700-7001 Konani

## Ortschaften unter 900 Einwohner
1. (897 Einwohner) 02-0605-0100-1001 Combaya
2. (894 Einwohner) 02-1301-0900-2001 Panduro (La Paz)
3. (892 Einwohner) 02-1701-0201-0001 Locka
4. (891 Einwohner) 02-0201-1000-4001 Challuyo
5. (890 Einwohner) 07-0401-0101-3001 Caranda
6. (889 Einwohner) 05-0601-1300-2011 Sagrario
7. (886 Einwohner) 02-0105-0170-2001 El Ingenio (El Alto)
8. (886 Einwohner) 08-0101-0170-5001 Loma Suárez
9. (885 Einwohner) 04-0301-0200-1001 San José de Kala
10. (883 Einwohner) 07-0403-0101-0002 Nuevo Horizonte - Yapacaní
11. (882 Einwohner) 01-0601-0102-5001 Pampa Lupiara
12. (880 Einwohner) 05-0801-0200-4001 Chuquiago
13. (880 Einwohner) 07-0302-0303-0002 San Miguel de Velasco
14. (878 Einwohner) 02-2001-1600-5001 Alcoche
15. (876 Einwohner) 02-1202-0103-7001 Laja (Bolivien)
16. (874 Einwohner) 03-0702-0470-3001 Santiváñez
17. (872 Einwohner) 07-0702-0103-2001 Rancho Nuevo (Charagua)
18. (872 Einwohner) 02-0502-0101-5001 Mollo Grande
19. (871 Einwohner) 02-1701-0300-3001 Cha'lla (Isla del Sol)
20. (869 Einwohner) 07-0502-0500-4001 Las Piedras 2
21. (869 Einwohner) 07-0105-0104-6002 El Torno-Puerto Rico
22. (869 Einwohner) 05-0403-0900-5013 San Miguel de Khari
23. (868 Einwohner) 07-0502-0100-4001 Colonia Santa Clara
24. (865 Einwohner) 07-0502-0102-9001 Colonia Bergthal
25. (863 Einwohner) 02-0503-0103-7001 Yánahuaya
26. (861 Einwohner) 05-0901-0503-1001 Río Grande (Potosí)
27. (860 Einwohner) 05-0901-0801-8001 Pozo Cavado
28. (860 Einwohner) 02-0803-0101-3001 Tiawanacu
29. (860 Einwohner) 02-0201-0102-7001 Avichaca
30. (858 Einwohner) 07-0403-0112-8001 San Isidro Choré
31. (857 Einwohner) 03-0703-0101-2012 Sicaya (Bolivien)
32. (857 Einwohner) 02-0606-0401-2001 Unutuluni
33. (857 Einwohner) 02-1201-0300-7001 Patamanta
34. (855 Einwohner) 05-1302-0100-1001 Acasio
35. (851 Einwohner) 02-1203-0100-6001 Chirapaca
36. (851 Einwohner) 08-0802-0204-9001 Remanso (Beni)
37. (846 Einwohner) 02-0201-1070-2702 Murumamani
38. (846 Einwohner) 03-1003-0142-6001 San Francisco (Chapare)
39. (846 Einwohner) 07-0703-0503-8001 Zanja Honda
40. (845 Einwohner) 05-1401-0100-2001 Llica
41. (844 Einwohner) 03-0701-0100-2001 Buen Retiro (Cochabamba)
42. (843 Einwohner) 06-0202-0200-1001 Colonia Linares
43. (843 Einwohner) 02-1104-0105-7001 Sapecho
44. (842 Einwohner) 02-0103-0101-8006 Las Carreras (La Paz)
45. (841 Einwohner) 07-0301-0304-9001 Santa Rosa de la Roca
46. (840 Einwohner) 07-0402-0100-3001 Antofagasta (Ichilo)
47. (839 Einwohner) 05-0104-0100-9035 Urmiri (Potosí)
48. (838 Einwohner) 07-1501-0303-5001 Nueva Jerusalén (Guarayos)
49. (838 Einwohner) 03-1205-0300-2001 Paraíso (Cochabamba)
50. (837 Einwohner) 07-0702-0201-0001 San Antonio de Parapetí
51. (832 Einwohner) 07-0501-0201-0001 San Juan de Taperas
52. (831 Einwohner) 02-0306-0105-1001 Poke (Pacajes)
53. (828 Einwohner) 07-0102-0100-7002 El Espino (Cotoca)
54. (827 Einwohner) 04-0903-0100-3001 Chipaya
55. (827 Einwohner) 03-1003-0101-6001 Sinuta
56. (825 Einwohner) 03-1204-0108-4001 Senda D
57. (823 Einwohner) 02-1202-1200-1001 Cúcuta (Laja)
58. (821 Einwohner) 02-0803-0400-7001 Yanarico
59. (817 Einwohner) 02-1201-0300-9001 Tujuyo
60. (816 Einwohner) 05-1201-0500-2001 Pulacayo
61. (813 Einwohner) 08-0101-0100-4001 Puerto Barador
62. (811 Einwohner) 03-0701-0101-6001 Yatamoco
63. (810 Einwohner) 07-0702-0302-6001 Iyovi
64. (810 Einwohner) 02-1304-0400-5002 Senkata Alta
65. (805 Einwohner) 03-1003-0135-5001 Uncia (Chapare)
66. (802 Einwohner) 07 0102 0101 0001 Santa Rosa de Proboste
67. (801 Einwohner) 05-1501-0100-5002 Matancillas (Villazón)
68. (800 Einwohner) 07-0702-0301-4001 Campo Uno (Pinondi)

## Ortschaften unter 800 Einwohner
1. (798 Einwohner) 05-0101-0401-6008 Karachipampa
2. (797 Einwohner) 01-0302-0300-3001 Pasopaya
3. (796 Einwohner) 02-0102-0101-9001 Palca (La Paz)
4. (796 Einwohner) 05-0601-1101-5001 Tasna Buen Retiro
5. (795 Einwohner) 06-0101-0500-9001 Lazareto (Tarija)
6. (794 Einwohner) 02-0403-0371-5001 Chaguaya (La Paz)
7. (794 Einwohner) 02-0603-0100-6001 Tacacoma
8. (793 Einwohner) 05-0302-0101-0001 Chaquí
9. (792 Einwohner) 01-0101-1101-2001 Surima
10. (789 Einwohner) 02-0103-0102-3001 Taypichulo
11. (785 Einwohner) 06-0303-0103-3001 Tiguipa (Tarija)
12. (784 Einwohner) 02-1201-1270-3001 Vilaque Cochapampa
13. (783 Einwohner) 02-0806-1800-6001 Corpa (La Paz)
14. (782 Einwohner) 03-1003-0154-6001 Primero de Mayo (Chapare)
15. (780 Einwohner) 02-1202-1170-1001 Capacasi
16. (780 Einwohner) 07-0703-0509-9001 Pampa El Costal
17. (779 Einwohner) 02-1301-0300-1001 Ayamaya
18. (778 Einwohner) 02-1402-0300-7001 San Agustín (Nor Yungas)
19. (777 Einwohner) 03-1003-0161-9703 Nueva Tacopaya
20. (777 Einwohner) 02-1201-1270-8005 Vilaque Pampajasi
21. (775 Einwohner) 03-0403-0301-1001 Mamanaca
22. (775 Einwohner) 02-1601-0700-1003 Santa Rosa de Caata
23. (774 Einwohner) 03-0901-0100-6001 Cotapachi
24. (774 Einwohner) 07-1201-0103-7004 Santo Corazón
25. (771 Einwohner) 01-0101-0701-1001 Chaco (Chuquisaca)
26. (771 Einwohner) 01-0704-0101-3001 Huancarani Bajo
27. (771 Einwohner) 02-1305-1100-2001 Villa Patarani
28. (770 Einwohner) 05-0802-0400-6001 Tatasi
29. (768 Einwohner) 02-0802-0101-9001 Guaqui
30. (768 Einwohner) 02-1102-0500-1002 Chicaloma
31. (765 Einwohner) 02-0901-0200-1001 Anchallani
32. (765 Einwohner) 01-0903-0100-1001 Las Carreras (Chuquisaca)
33. (765 Einwohner) 07-0502-0102-0001 Puerto Ibañez
34. (765 Einwohner) 07-0102-0103-0001 San Andrés (Cotoca)
35. (763 Einwohner) 02-0201-0702-6001 Japuraya Alta
36. (763 Einwohner) 03-0801-0171-9001 Villa Surumi
37. (762 Einwohner) 04-1101-0100-6008 Quelcata
38. (760 Einwohner) 05-0801-0105-1001 Charaja
39. (760 Einwohner) 03-1003-0118-2001 San Rafael (Chapare)
40. (759 Einwohner) 07-0201-0102-4001 Villa El Carmen (Warnes)
41. (757 Einwohner) 03-0502-0106-3001 Vacas
42. (755 Einwohner) 02-0201-0101-1001 Chijipina Chico
43. (754 Einwohner) 02-0606-0100-2001 Rinconada (Larecaja)
44. (752 Einwohner) 02-1306-0100-2001 Colquencha (Dispersa)
45. (752 Einwohner) 05-0403-0209-5701 Huancarani (Pocoata)
46. (751 Einwohner) 05-0302-0101-1002 Chaquí Baños
47. (749 Einwohner) 04-0202-0200-1001 Sevaruyo
48. (748 Einwohner) 04-0901-0200-1003 Julo
49. (748 Einwohner) 02-1402-0100-8002 Nogalani
50. (747 Einwohner) 02-1002-0200-1002 Choquetanga
51. (746 Einwohner) 02-1701-0301-2003 Yumani (Isla del Sol)
52. (744 Einwohner) 03-0902-0200-7001 Itapaya
53. (743 Einwohner) 03-0904-0171-0701 Coachaca Grande
54. (743 Einwohner) 03-1602-0206-3001 Simón Bolívar (Shinahota)
55. (742 Einwohner) 04-0902-0100-1004 Coipasa
56. (740 Einwohner) 02-0801-1600-1001 Hichuraya Grande
57. (739 Einwohner) 02-0803-0100-1001 Achaca
58. (738 Einwohner) 01-0601-0103-9001 Cororo
59. (736 Einwohner) 07-0103-0101-9001 Los Batos
60. (735 Einwohner) 02-0201-0703-1001 Cachi Lipe
61. (734 Einwohner) 07-0301-0114-8001 San Jorge de los Tantalios
62. (734 Einwohner) 09-0101-0101-3001 Villa Busch
63. (732 Einwohner) 02-0201-1002-8001 Warisata
64. (732 Einwohner) 01-0704-0100-9001 Palcapata
65. (731 Einwohner) 02-2001-0102-1001 Colonia Bautista Saavedra
66. (730 Einwohner) 06-0502-0700-7001 Iscayachi
67. (729 Einwohner) 01-0602-0200-8001 Sotomayor (Chuquisaca)
68. (728 Einwohner) 07-0201-0300-5001 Las Gamas
69. (725 Einwohner) 02-1301-0700-3001 Ayzacollo
70. (725 Einwohner) 02-1304-0600-6001 Chocorosi
71. (724 Einwohner) 05-0802-0102-5001 San Vicente (Potosí)
72. (724 Einwohner) 05-0601-0105-6001 Totora I
73. (723 Einwohner) 02-1601-0100-1001 Charazani
74. (722 Einwohner) 02-0601-0600-6001 Cooco
75. (722 Einwohner) 01-0703-0200-4001 Lampazar
76. (721 Einwohner) 09-0104-0271-3001 Puerto Evo Morales
77. (721 Einwohner) 02-1104-0105-6001 Santa Ana de Mosetenes
78. (720 Einwohner) 02-1203-0800-2001 Igachi
79. (716 Einwohner) 07-0102-0102-1001 Callejas (Santa Cruz)
80. (715 Einwohner) 06-0501-0400-1002 San Lorenzo (Canasmoro)
81. (714 Einwohner) 02-0803-0300-3001 Centro Huacullani
82. (714 Einwohner) 07-0301-0115-3001 San Martín (San Ignacio)
83. (712 Einwohner) 02-1203-0400-8002 Alto Peñas
84. (712 Einwohner) 06-0301-0201-4001 Sanandita
85. (712 Einwohner) 02-0201-1001-7    Tahari
86. (711 Einwohner) 02-0602-0100-1001 Candelaria (Guanay)
87. (711 Einwohner) 02-1105-0600-2001 Copalani
88. (711 Einwohner) 08-0302-0105-2001 El Palmar (Beni)
89. (711 Einwohner) 02-1104-0105-1002 Inicua
90. (711 Einwohner) 02-1202-0300-3001 Tambillo (Bolivien)
91. (709 Einwohner) 02-1304-0700-2002 Huayhuasi
92. (709 Einwohner) 07-0103-0200-9001 Las Cruces (Porongo)
93. (708 Einwohner) 03-1002-0400-3005 Corani Pampa
94. (707 Einwohner) 01-0202-0263-2001 Pampa Huasi
95. (705 Einwohner) 03-0801-0470-1701 Villa El Carmen (Cliza)
96. (704 Einwohner) 07-0301-0100-9001 Carmen de Ruíz
97. (704 Einwohner) 02-2002-0901-1001 San Antonio de Eduardo Avaroa
98. (704 Einwohner) 07-0301-0201-3001 Santa Ana de Velasco
99. (702 Einwohner) 02-1201-0500-1001 Chojasivi
100. (700 Einwohner) 02-1701-0100-6001 Huacuyo

## Ortschaften unter 700 Einwohner
1. (699 Einwohner) 02-0501-0500-1001 Chajlaya
2. (699 Einwohner) 02-1102-0270-3701 Bolsa Negra (Irupana)
3. (698 Einwohner) 02-1303-0100-1001 Ayo Ayo
4. (696 Einwohner) 02-0103-0101-6004 Huaricana Alta
5. (695 Einwohner) 01-0703-0103-6001 Jolencia
6. (694 Einwohner) 02-1702-0100-1001 San Pedro de Tiquina
7. (693 Einwohner) 02-1201-1100-2001 Chojña Collo
8. (691 Einwohner) 03-1001-0401-5002 Lopez Rancho
9. (690 Einwohner) 03-1002-0370-2706 Tablas Monte
10. (688 Einwohner) 05-0202-0500-6001 Coataca
11. (687 Einwohner) 03-1003-0150-2001 Villa Porvenir
12. (686 Einwohner) 01-0703-0100-8001 Miraflores (Incahuasi)
13. (686 Einwohner) 05-1001-0300-1001 Quetena Chico
14. (686 Einwohner) 01-0704-0101-7001 Sultaca Alta
15. (686 Einwohner) 07-1004-0100-4002 Chané Magallanes
16. (685 Einwohner) 01-0702-0100-8001 Padcoyo
17. (684 Einwohner) 05-1501-1300-3005 Yuruma
18. (682 Einwohner) 08-0501-0170-2    San Francisco (Moxos)
19. (682 Einwohner) 03-0201-0303-1001 Villa Granado
20. (681 Einwohner) 07-0103-0202-9001 Terebinto
21. (680 Einwohner) 01-0103-0101-5001 Poroma
22. (679 Einwohner) 03-1003-0134-0001 Pueblo Nuevo Aroma
23. (678 Einwohner) 03-0303-0301-1002 Incacasani
24. (678 Einwohner) 02-1602-0700-1001 Taypi Cañuma
25. (677 Einwohner) 02-1101-0400-3001 Colpar
26. (676 Einwohner) 03-0803-0170-3001 Carcaje
27. (676 Einwohner) 02-1201-1300-4001 Palcoco Litoral
28. (676 Einwohner) 02-1105-0200-1001 Calizaya
29. (675 Einwohner) 05-1101-0901-1001 Pacasi
30. (674 Einwohner) 05-0901-0501-7001 Culpina K
31. (674 Einwohner) 02-1306-0200-5001 Santiago de Llallagua
32. (673 Einwohner) 05-0301-0802-9002 Quivi Quivi Alta
33. (672 Einwohner) 06-0302-0101-4001 San Alberto (Tarija)
34. (672 Einwohner) 02-1105-0700-2001 Santa Rosa (La Asunta)
35. (671 Einwohner) 05-0901-1300-1001 Calcha „K“ (fehlt im Censo 2012!)
36. (670 Einwohner) 02-1201-0300-3001 Chuñavi (Pucarani)
37. (670 Einwohner) 07-0403-0101-0001 Nuevo Horizonte (Ichilo)
38. (669 Einwohner) 02-0405-0400-2001 Challapata Grande
39. (668 Einwohner) 05-0601-0104-0004 Iricsina
40. (668 Einwohner) 03-1301-0203-1001 Tin Tin
41. (668 Einwohner) 03-1003-0136-2701 Villa Urkupiña
42. (667 Einwohner) 06-0501-0600-1001 Bordo El Mollar
43. (667 Einwohner) 08-0102-0104-0001 Colonia Menonita Río Negro
44. (667 Einwohner) 09-0301-0200-2001 Miraflores (Pando)
45. (667 Einwohner) 02-0102-0202-1001 Mutuhuaya
46. (667 Einwohner) 07-0101-0270-3001 Zafranilla
47. (666 Einwohner) 02-1101-0400-9001 Naranjani
48. (665 Einwohner) 01-0403-0100-1002 Amancaya
49. (664 Einwohner) 02-1301-0700-2001 Catavi de Sica Sica
50. (664 Einwohner) 03-1003-0133-4701 Independencia (Chapare)
51. (662 Einwohner) 02-0803-0170-3001 Pillapi San Agustín
52. (661 Einwohner) 05-1202-0100-9001 Tomave
53. (661 Einwohner) 03-1205-0407-4001 Transversal (Cochabamba)
54. (659 Einwohner) 05-1301-0100-1001 Arampampa
55. (657 Einwohner) 06-0501-1200-4001 Tomatas Grande
56. (656 Einwohner) 02-1203-0100-7001 Cullucachi
57. (656 Einwohner) 02-1301-0700-4001 Huancollo (Aroma)
58. (656 Einwohner) 05-1103-0400-7001 Oronckota
59. (655 Einwohner) 03-1003-0137-1704 Maica Monte
60. (655 Einwohner) 02-0403-0301-0001 Quilima
61. (654 Einwohner) 03-1602-0205-7001 San Isidro (Tiraque)
62. (654 Einwohner) 01-0501-0171-8001 San Miguel de las Pampas
63. (652 Einwohner) 02-0801-0100-2001 Achica Baja
64. (652 Einwohner) 02-1201-0900-1001 Catavi (Pucarani)
65. (652 Einwohner) 03-0904-0170-7701 Falsuri (Quillacollo)
66. (652 Einwohner) 02-0803-0100-6001 Guaraya
67. (652 Einwohner) 01-0301-0101-9001 Sundur Huasi
68. (651 Einwohner) 05-0501-0501-0001 Chiro Kasa
69. (651 Einwohner) 09-0501-0100-1001 Nueva Esperanza (Pando)
70. (650 Einwohner) 03-1302-0101-0001 Vila Vila (Mizque)
71. (649 Einwohner) 01-0404-0101-1001 Lima Bamba Centro
72. (647 Einwohner) 07-0102-0101-5001 Arroyito (Bolivien)
73. (647 Einwohner) 02-1307-0305-1001 San Nicolás de Colquencha
74. (647 Einwohner) 02-1105-1300-1001 Santiago Tocoroni
75. (647 Einwohner) 02-0701-0201-6001 Tupili
76. (646 Einwohner) 05-0102-0108-0002 Jachacawa
77. (646 Einwohner) 06-0101-0200-2001 La Pintada (Bolivien)
78. (646 Einwohner) 09-0502-0200-1001 Loma Alta (Pando)
79. (644 Einwohner) 02-1105-1100-6001 Yanamayu
80. (642 Einwohner) 06-0301-0100-8002 Independencia La Grampa
81. (642 Einwohner) 01-0602-0102-6001 Molle Punku de Yamparáez
82. (640 Einwohner) 02-1201-1100-3001 Corapata
83. (640 Einwohner) 05-0801-0900-4001 Oploca
84. (639 Einwohner) 04-1202-0100-1004 Belén de Andamarca
85. (639 Einwohner) 06-0401-0301-2001 La Compañía (Tarija)
86. (639 Einwohner) 05-1601-0100-1001 San Agustín (Potosí)
87. (638 Einwohner) 06-0101-0601-1001 Monte Sud
88. (638 Einwohner) 04-1201-0200-1012 Orinoca
89. (638 Einwohner) 03-0902-0105-0001 Valle Hermoso (Sipesipe)
90. (637 Einwohner) 07-0705-0114-4001 Tatarenda Viejo
91. (636 Einwohner) 03-1602-0206-0001 San Luis (Tiraque)
92. (636 Einwohner) 01-0201-0201-6001 Tablani
93. (634 Einwohner) 02-1003-0300-9001 Miguillas
94. (632 Einwohner) 06-0501-1300-1001 La Victoria (Tarija)
95. (630 Einwohner) 02-1502-0300-1001 San José de Uchupiamonas
96. (629 Einwohner) 07-1501-0100-5001 San Luis (Guarayos)
97. (629 Einwohner) 02-0608-0662-9001 Tomachi
98. (629 Einwohner) 02-0901-0100-6001 Cachualla
99. (628 Einwohner) 02-0103-0100-2001 Avircato
100. (628 Einwohner) 05-0401-0400-2001 Bombori
101. (628 Einwohner) 05-0102-0103-2001 Tinguipaya
102. (627 Einwohner) 03-1405-0100-3001 Cuchumuela
103. (626 Einwohner) 01-0703-0300-9001 Yatina
104. (625 Einwohner) 05-1201-0100-3703 Colchani
105. (625 Einwohner) 01-0601-0101-7001 Lajas Sijlla
106. (625 Einwohner) 07-0803-0100-8007 Moro Moro
107. (624 Einwohner) 09-0101-0100-3001 Bella Vista (Cobija)
108. (623 Einwohner) 02-0807-0500-1001 Coacollo
109. (622 Einwohner) 07-0201-0602-4001 Los Chacos
110. (621 Einwohner) 07-1503-0101-0001 El Carmen Nucleo 53
111. (621 Einwohner) 01-0304-0101-4001 San Jacinto (Chuquisaca)
112. (621 Einwohner) 07-0202-0303-0002 San Miguel (Warnes)
113. (620 Einwohner) 02-1301-0500-1001 Belén (Aroma)
114. (620 Einwohner) 01-0101-0300-5001 Potolo
115. (620 Einwohner) 02-0201-0701-0001 Carmen Lipe
116. (620 Einwohner) 03-0401-0300-1001 Huayculi
117. (620 Einwohner) 07-0201-0602-3001 La Reforma (Warnes)
118. (620 Einwohner) 01-0601-0105-5001 San José de Paredon
119. (620 Einwohner) 05-1202-1000-1001 Tacora (Tomave)
120. (619 Einwohner) 02-1202-0600-9001 Sacacani
121. (619 Einwohner) 02-1304-0300-2001 Cañuma
122. (619 Einwohner) 09-0302-0170-1001 Trinidacito
123. (617 Einwohner) 03-0301-0201-3001 Villa Hermosa (Bolivien)
124. (616 Einwohner) 04-0602-0400-1001 Avicaya
125. (615 Einwohner) 07-0201-0102-9001 La Esperanza (Warnes)
126. (613 Einwohner) 05-0101-0300-3005 Chaquilla Alta
127. (612 Einwohner) 05-0301-0701-4701 Buey Tambo
128. (612 Einwohner) 03-1003-0113-0001 La Estrella (Chapare)
129. (612 Einwohner) 03-0404-0100-1001 Sacabamba
130. (609 Einwohner) 03-1001-0402-4001 Lava Lava Alta
131. (608 Einwohner) 09-0301-0100-3001 Agua Dulce (Pando)
132. (608 Einwohner) 02-1005-0200-3001 Franz Tamayo (Ichoca)
133. (607 Einwohner) 03-0902-0103-7002 Sorata (Sipesipe)
134. (606 Einwohner) 02-0306-0104-5003 Viloco (Pacajes)
135. (605 Einwohner) 02-1302-0200-1001 Cañaviri
136. (605 Einwohner) 01-0801-0201-2001 Mendoza (Chuquisaca)
137. (605 Einwohner) 05-0103-0302-3001 San Antonio (Yocalla)
138. (604 Einwohner) 03-1206-0100-1001 Chancadora
139. (604 Einwohner) 04-1301-0700-5007 Culta
140. (604 Einwohner) 02-0806-0200-5001 Jesús de Machaca (La Paz)
141. (604 Einwohner) 02-1307-0200-3001 Uncallamaya
142. (603 Einwohner) 02-0901-0101-4001 Luribay
143. (602 Einwohner) 05-0204-0200-3008 Belén (Chuquihuta)
144. (602 Einwohner) 02-0206-1170-7001 Soncachi Chico
145. (602 Einwohner) 05-0701-0108-6001 Tarwachapi
146. (601 Einwohner) 02-0201-0101-0001 Chahuira Pampa
147. (601 Einwohner) 02-1402-0100-3001 Chillamani
148. (601 Einwohner) 03-1003-0105-5001 Simón Bolívar (Chapare)
149. (600 Einwohner) 02-0802-0101-3001 Sullcata
150. (600 Einwohner) 03-0801-0171-4001 Villa Florida

## Ortschaften unter 600 Einwohner
1. (599 Einwohner) 02-0607-0300-2001 Achiquiri
2. (599 Einwohner) 02-0205-0600-7001 Tajocachi
3. (598 Einwohner) 06-0101-0100-3001 Compuerta
4. (598 Einwohner) 02-1102-0200-8001 Lambate
5. (595 Einwohner) 02-0905-0400-3001 Collpani (Cairoma)
6. (595 Einwohner) 07-0702-0103-5001 Yapiroa
7. (594 Einwohner) 03-0801-0300-1001 Huasa Calle Alto
8. (593 Einwohner) 02-0804-0100-1001 Azafranal
9. (593 Einwohner) 04-0801-0100-5001 Salinas de Garcí Mendoza
10. (592 Einwohner) 02-0202-0100-1001 Ancoraimes
11. (592 Einwohner) 05-1102-0301-2017 La Lava
12. (592 Einwohner) 01-0403-0100-7001 Sipicani
13. (591 Einwohner) 02-0904-0100-1001 Atoroma
14. (591 Einwohner) 02-1104-0105-0001 Covendo
15. (591 Einwohner) 06-0401-0101-9001 Muturayo
16. (590 Einwohner) 07-0301-0102-6001 Candelaria de Noza
17. (590 Einwohner) 02-1303-0400-4001 Collana (Ayo Ayo)
18. (590 Einwohner) 01-0702-0600-6001 Sacavillque Chico
19. (589 Einwohner) 07-0702-0201-3001 El Espino (Charagua)
20. (589 Einwohner) 02-0801-0500-3001 Villa Remedios (Ingavi)
21. (589 Einwohner) 02-1101-0170-6701 Tajma
22. (588 Einwohner) 02-1201-0180-1001 Machacamarca (Pucarani)
23. (588 Einwohner) 02-1304-0700-5001 Vilaque Copata
24. (587 Einwohner) 01-0702-0400-3001 Payacota del Carmen
25. (587 Einwohner) 03-0902-0102-6001 Sindicato Pirhuas
26. (586 Einwohner) 01-0703-0101-0001 Pueblo Alto
27. (585 Einwohner) 02-0802-0101-0001 Lacuyo San Antonio
28. (584 Einwohner) 07-0102-0102-0002 Los Tajibos
29. (584 Einwohner) 03-0302-0101-3001 Morochata
30. (584 Einwohner) 03-0703-0200-8008 Orcoma
31. (584 Einwohner) 03-1202-0115-6001 Pojo (Cochabamba)
32. (584 Einwohner) 06-0601-1100-7001 Potrerillos (Tarija)
33. (583 Einwohner) 07-0102-0100-8001 Itapaqui
34. (583 Einwohner) 07-0403-0105-9001 El Palmar (Ichilo)
35. (583 Einwohner) 03-0904-0171-4701 Thiomoko
36. (582 Einwohner) 02-0607-0361-0001 Ventanillani
37. (581 Einwohner) 05-0401-0412-4001 Chairapata
38. (581 Einwohner) 01-0304-0101-8001 Jatun Mayu
39. (580 Einwohner) 06-0501-0100-5001 Lajas Merced
40. (580 Einwohner) 07-0201-0104-7001 Villa Barrientos (Warnes)
41. (579 Einwohner) 02-0602-0102-3001 Wituponte
42. (579 Einwohner) 05-1003-0105-6001 Río Mojón (Sur Lípez)
43. (579 Einwohner) 02-1303-0200-3007 Pomani
44. (579 Einwohner) 02-1201-1200-3001 Villa Vilaque
45. (578 Einwohner) 02-1204-0100-6001 Puerto Pérez
46. (578 Einwohner) 05-0103-0103-6007 Yocalla
47. (577 Einwohner) 07-0502-0301-9001 Colonia Neuland
48. (577 Einwohner) 03-0302-0102-1001 San Isidro (Morochata)
49. (577 Einwohner) 02-0903-0100-4006 Yaco
50. (576 Einwohner) 04-1401-0600-1019 Lagunillas (Huari)
51. (575 Einwohner) 02-1402-0100-2001 Auquisamaña
52. (575 Einwohner) 05-0103-0300-1001 Cayara
53. (575 Einwohner) 08-0304-0172-1001 Nuevos Horizontes
54. (574 Einwohner) 01-0202-0200-5001 La Sillada
55. (574 Einwohner) 04-0402-0101-1001 Turco (Oruro)
56. (574 Einwohner) 07-0201-0104-6001 Turobito
57. (574 Einwohner) 03-0902-0172-7001 Viloma Cala Cala
58. (570 Einwohner) 02-1201-0100-1001 Ancocagua
59. (570 Einwohner) 07-0502-0103-5001 Colonia Fresnillo
60. (569 Einwohner) 01-0102-0101-9001 San Isidro de Anfaya
61. (568 Einwohner) 03-0701-0102-6001 Irpa Irpa (Disperso)
62. (568 Einwohner) 02-1203-0770-3001 Suriquiña
63. (567 Einwohner) 07-0703-0503-4001 Río Seco (Cordillera)
64. (567 Einwohner) 02-1101-0170-5701 Villa Remedios (Sud Yungas)
65. (565 Einwohner) 02-1402-0100-4001 Coscoma
66. (565 Einwohner) 07-0702-0302-9001 Cuarirenda
67. (565 Einwohner) 02-0905-0400-5001 La Lloja
68. (562 Einwohner) 02-0905-0100-1001 Cairoma
69. (562 Einwohner) 02-0602-0501-8001 Challana Pampa
70. (562 Einwohner) 03-0903-0100-5001 Chapisirca
71. (562 Einwohner) 02-2001-2102-8001 Cruz Playa
72. (562 Einwohner) 03-0501-0301-2001 Pocoata (Cochabamba)
73. (561 Einwohner) 02-1202-0171-4001 Puchucollo Bajo Sur
74. (561 Einwohner) 06-0301-0201-2001 Sachapera
75. (561 Einwohner) 03-1003-0101-1001 Santa Rosa (Chapare)
76. (561 Einwohner) 05-0501-0504-6001 Toracarí
77. (560 Einwohner) 03-1601-0100-5001 Boquerón Alto
78. (560 Einwohner) 07-0401-0100-5003 La Arboleda (Ichilo)
79. (560 Einwohner) 05-0801-0200-8001 Santa Rosa (Tupiza)
80. (559 Einwohner) 03-1003-0118-2001 Tocopilla (Chapare)
81. (559 Einwohner) 05-0204-0202-7003 Wataria
82. (559 Einwohner) 02-0807-0270-4001 Chivo
83. (558 Einwohner) 05-0502-0400-1001 Añahuani
84. (558 Einwohner) 02-0403-0201-0001 Chuani
85. (558 Einwohner) 02-1201-1200-1001 Cúcuta (Pucarani)
86. (558 Einwohner) 02-1104-0105-4001 Popoy
87. (558 Einwohner) 06-0303-0102-8001 Puesto Uno
88. (557 Einwohner) 02-0606-0100-2001 Cangalli
89. (557 Einwohner) 02-1202-0102-1001 Pochocollo Bajo
90. (556 Einwohner) 02-0302-0207-2001 Achiri
91. (556 Einwohner) 05-0301-0102-2001 Koa Koa
92. (556 Einwohner) 06-0301-0100-8001 La Grampa
93. (556 Einwohner) 05-0103-0101-1001 Totora Pampa (Yocalla)
94. (555 Einwohner) 02-1001-0101-8001 Inquisivi
95. (555 Einwohner) 03-1601-0302-5001 Palca (Tiraque)
96. (555 Einwohner) 07-0403-0109-0001 Puerto Avaroa Faja Central
97. (555 Einwohner) 02-0403-0101-0001 Puerto Carabuco
98. (555 Einwohner) 05-0902-0100-1006 San Pedro de Quemes
99. (554 Einwohner) 05-0702-0100-8001 Caripuyo
100. (554 Einwohner) 06-0502-0100-4001 El Puente (Tarija)
101. (554 Einwohner) 09-0402-0200-2001 Humaitá (Ingavi)
102. (554 Einwohner) 07-0303-0100-7003 San Rafael de Velasco
103. (553 Einwohner) 06-0303-0103-2001 Tarairí
104. (552 Einwohner) 02-1202-0101-1001 Copajira
105. (551 Einwohner) 03-1003-0107-4001 Cuarenta Arroyos
106. (549 Einwohner) 02-0603-0300-1001 Chumisa
107. (549 Einwohner) 07-0303-0101-1001 El Tuná
108. (549 Einwohner) 03-1205-0172-1001 Senda VI
109. (548 Einwohner) 02-1902-0470-7002 Catacora (Pando)
110. (548 Einwohner) 03-0902-0170-1701 Collpa Centro
111. (548 Einwohner) 07-0502-0103-6001 Colonia Hohenau
112. (548 Einwohner) 08-0202-0170-2701 Rosario del Yata
113. (548 Einwohner) 03-1003-0166-3002 San Gabriel (Tunari)
114. (547 Einwohner) 02-1303-0200-1001 Alto Pomani
115. (547 Einwohner) 01-0304-0103-0001 Thaqo Pampa
116. (547 Einwohner) 02-0601-0300-6001 Ingenio (Larecaja)
117. (546 Einwohner) 03-0904-0171-5701 Vilomilla
118. (546 Einwohner) 07-0701-0200-6001 Ipatí
119. (545 Einwohner) 03-1205-0304-5001 Primero de Mayo (Carrasco)
120. (545 Einwohner) 07-0401-0106-7001 San Miguel Afuera
121. (544 Einwohner) 03-1002-0174-4001 Chomoco
122. (544 Einwohner) 03-1002-0119-0001 Santa Isabel (Colomi)
123. (543 Einwohner) 02-0702-0300-2008 San Antonio (Pelechuco)
124. (543 Einwohner) 02-1203-0101-0001 Pariri
125. (543 Einwohner) 02-1105-0371-1001 Diez de Febrero
126. (542 Einwohner) 01-0902-0500-2001 El Monte (Chuquisaca)
127. (542 Einwohner) 02-1104-0110-1001 Villa Concepción (Palos Blancos)
128. (542 Einwohner) 02-0306-0106-3002 Viluyo (Pacajes)
129. (542 Einwohner) 07-1004-0600-3001 Aguahí
130. (541 Einwohner) 01-0703-0200-6001 El Quemado
131. (541 Einwohner) 02-0103-0100-8001 Huayhuasi
132. (540 Einwohner) 03-0403-0373-5001 Alto Litoral
133. (540 Einwohner) 05-1201-0500-3001 Río Mulato (Uyuni)
134. (539 Einwohner) 03-1206-0130-5001 Gualberto Villarroel 1
135. (539 Einwohner) 07-0702-0301-2001 Kopere Loma
136. (539 Einwohner) 02-0606-0402-2001 Molleterio
137. (539 Einwohner) 01-0702-0801-3001 Khollpa Khasa
138. (539 Einwohner) 07-0301-0106-5001 San Rafaelito de Sutuniquiña
139. (538 Einwohner) 01-0704-0100-1001 Arpaja Alta
140. (538 Einwohner) 01-0501-0171-9001 San Miguel del Bañado
141. (538 Einwohner) 03-0902-0102-8001 Sindicato Siqui Siquia
142. (537 Einwohner) 02-1203-0100-3001 Catacora (Batallas)
143. (536 Einwohner) 08-0801-0300-9001 Orobayaya
144. (535 Einwohner) 01-0202-0300-7001 San Pedro (Azurduy)
145. (535 Einwohner) 02-1003-03xx-xxxx Cañamina
146. (535 Einwohner) 03-0602-0104-7001 Tacopaya
147. (535 Einwohner) 05-0401-0204-6029 Tomaycuri
148. (534 Einwohner) 04-0505-0400-1001 Belén (Litoral)
149. (534 Einwohner) 02-1601-0200-5001 Chacahuaya
150. (533 Einwohner) 07-0103-0103-5002 Villa Guadalupe (Porongo)
151. (533 Einwohner) 02-0201-1002-1001 Walata Grande
152. (532 Einwohner) 01-0304-0170-2001 Chunca Cancha
153. (532 Einwohner) 06-0601-0701-2001 San Josecito (Tarija)
154. (532 Einwohner) 03-1003-0136-0703 Villa Bolívar (Chapare)
155. (531 Einwohner) 07-0703-0512-1001 La Cuta
156. (531 Einwohner) 05-0401-0308-5001 Puitira
157. (531 Einwohner) 03-1601-0102-2001 Sancayani Bajo
158. (531 Einwohner) 06-0501-0801-1001 Sella Méndez
159. (531 Einwohner) 02-0607-0360-9002 Sorata Limitada
160. (529 Einwohner) 03-1101-0300-5001 Challa Grande
161. (529 Einwohner) 07-0102-0101-3001 Las Barreras (Cotoca)
162. (529 Einwohner) 02-1402-0201-4002 Santa Gertrudis (Bolivien)
163. (528 Einwohner) 06-0501-0800-2001 Carachimayo
164. (528 Einwohner) 02-1201-0300-5001 Santa Ana (Los Andes)
165. (527 Einwohner) 02-0802-0100-2001 Andamarca (Ingavi)
166. (527 Einwohner) 02-0806-2000-6001 Sullkatiti Titiri
167. (526 Einwohner) 07-0105-0103-6001 Espejos
168. (526 Einwohner) 03-1002-0101-3001 Liriuni
169. (525 Einwohner) 02-1703-0100-1001 Alto Sihualaya
170. (524 Einwohner) 07-0104-0200-1010 Balcon 2
171. (524 Einwohner) 07-1102-0100-4001 Cachuela España
172. (523 Einwohner) 02-1105-0500-1001 Charia
173. (523 Einwohner) 06-0501-1100-2001 Coimata
174. (523 Einwohner) 07-0502-0103-2001 Colonia Cupesi
175. (523 Einwohner) 01-0402-0100-6001 Fuerte Rua
176. (523 Einwohner) 01-0704-0401-7001 Sacari
177. (523 Einwohner) 08-0602-0171-0701 Unión y Fe
178. (521 Einwohner) 05-0602-0100-1001 Ayoma Baja
179. (521 Einwohner) 02-1203-0600-1001 Calasaya (Batallas)
180. (521 Einwohner) 01-0702-0801-4001 Laja Khasa
181. (521 Einwohner) 02-0806-2000-3001 Kalla Baja
182. (520 Einwohner) 03-0901-0200-7002 Apote (El Paso)
183. (519 Einwohner) 07-0402-0101-3001 El Sujal
184. (519 Einwohner) 05-1103-0210-6001 San Jacinto (Linares)
185. (518 Einwohner) 03-1203-0400-2001 Chullchungani
186. (518 Einwohner) 05-1101-0802-2002 Otavi (Puna)
187. (518 Einwohner) 02-0102-0101-7001 Unni (Palca)
188. (517 Einwohner) 02-1102-0200-9001 Santa Rosa (Irupana)
189. (517 Einwohner) 02-1703-0100-4001 Coaquipa
190. (517 Einwohner) 05-0702-0800-5002 Juntavi
191. (517 Einwohner) 02-0104-0370-1001 Tuni (La Paz)
192. (516 Einwohner) 03-0201-0111-8001 Jatun Ayllu Quewiñal Suyu Chuwi
193. (516 Einwohner) 02-0903-0800-1003 Tablachaca
194. (516 Einwohner) 02-1203-0700-3001 Tuquia
195. (515 Einwohner) 07-0702-0102-4001 Ibasiriri
196. (515 Einwohner) 04-0502-0200-3001 Nor Capi
197. (515 Einwohner) 07-0103-0206-1001 Santa Fe de Amboró
198. (515 Einwohner) 03-1101-0470-4001 Tapacarí
199. (514 Einwohner) 03-0502-0100-9001 Chaulla Mayu
200. (514 Einwohner) 02-1104-0109-8001 Tucupi
201. (514 Einwohner) 07-0402-0104-0001 Villa Imperial (Ichilo)
202. (513 Einwohner) 01-0101-0102-4001 Kora Kora
203. (513 Einwohner) 06-0502-0701-0001 Quebrada Grande
204. (513 Einwohner) 05-0601-0111-8003 Toropalca
205. (512 Einwohner) 02-0303-0208-2001 Ulloma
206. (511 Einwohner) 07-0102-0104-2001 Arroyuelo (Cotoca)
207. (511 Einwohner) 01-0702-0500-1001 Chiñimayu
208. (511 Einwohner) 02-0803-0300-4001 Huacuyo
209. (511 Einwohner) 03-1003-0134-7701 San Juan de Icoya
210. (511 Einwohner) 03-0301-0101-5012 Tiquirpaya
211. (510 Einwohner) 02-1101-0401-2001 Río Blanco (Chulumani)
212. (509 Einwohner) 08-0201-0400-1001 Alto Ivon
213. (509 Einwohner) 02-1202-0600-4001 Chuño Chuñuni
214. (509 Einwohner) 02-1702-0500-7001 Villa Amacari
215. (509 Einwohner) 02-0806-2001-2001 Yauriri San Francisco
216. (508 Einwohner) 01-0403-0101-0001 Mama Huasi
217. (508 Einwohner) 02-0405-0300-3001 Cala Cala (Camacho)
218. (508 Einwohner) 04-1001-1000-1001 Challa Cruz
219. (508 Einwohner) 04-1101-0100-1001 Alcamarca
220. (508 Einwohner) 05-0501-0113-8002 Jatun Jila
221. (507 Einwohner) 07-0302-0100-2001 Altamira (Velasco)
222. (507 Einwohner) 06-0601-1000-2    Narváez (Tarija)
223. (506 Einwohner) 05-1501-0600-1001 Chipihuayco
224. (505 Einwohner) 03-1602-0204-4001 Centro Poblado Lauca Eñe
225. (505 Einwohner) 02-1201-0200-2001 Cohana Grande
226. (505 Einwohner) 01-0304-0101-7001 Icla
227. (505 Einwohner) 01-0101-1000-7001 Kuchu Tambo
228. (505 Einwohner) 02-0402-0103-3001 Mocomoco (Camacho)
229. (505 Einwohner) 02-1104-0163-5001 San Miguel de Huachi
230. (505 Einwohner) 01-0703-0101-8001 Sultaca Baja
231. (504 Einwohner) 03-0403-0200-1001 Aranjuez (Cochabamba)
232. (504 Einwohner) 09-0201-0200-3001 Conquista (Pando)
233. (504 Einwohner) 02-0806-0400-3001 Santo Domingo de Machaca
234. (503 Einwohner) 05-0401-0401-0001 Chuarani
235. (503 Einwohner) 03-1403-0300-4001 Sunchu Pampa
236. (502 Einwohner) 06-0301-0200-3001 Caiza „J“
237. (502 Einwohner) 02-1303-0300-1001 Calacachi
238. (502 Einwohner) 07-0102-0300-6001 Guapurú (Cotoca)
239. (502 Einwohner) 09-0301-0270-7001 Portachuelo Bajo
240. (501 Einwohner) 01-0703-0301-3001 Chillajara
241. (501 Einwohner) 07-0702-0400-4004 Estación San Antonio de Parapetí
242. (501 Einwohner) 03-1002-0274-3001 San Isidro de Kichka Moqu
243. (500 Einwohner) 03-0701-0300-1001 Charamoco
244. (500 Einwohner) 05-1103-0206-8001 Keluyo
245. (500 Einwohner) 02-1104-0304-3001 San José (Palos Blancos)

## Ortschaften zentraler Bedeutung unter 500 Einwohner
- (499 Einwohner) 03-0901-0200-1001 Apote (Pasomayu)
- (499 Einwohner) 01-0702-0800-2001 Chillagua
- (499 Einwohner) 02-0103-0100-9001 Millocato
- (499 Einwohner) 05-0202-0105-5006 Panacachi
- (499 Einwohner) 04-0502-0200-3001 Payrumani
- (498 Einwohner) 03-0203-0100-3003 Esmeralda (Omereque)
- (498 Einwohner) 08-0701-0100-9003 Agua Dulce (Mamoré)
- (498 Einwohner) 05-0801-1100-2001 Thola Mayo (Chacopampa)
- (498 Einwohner) 07-0101-0401-7001 Tundy
- (497 Einwohner) 02-0302-0104-7001 Caquiaviri
- (496 Einwohner) 04-1101-0100-2002 Amachuma de Oruro
- (495 Einwohner) 03-0303-0301-0001 Falsuri (Ayopaya)
- (495 Einwohner) 05-0403-0210-0001 Jaraña (Chayanta)
- (495 Einwohner) 01-0202-0100-8001 Molleni
- (494 Einwohner) 02-1305-0400-1001 Chiarumani
- (494 Einwohner) 03-0201-0101-0006 Novillero
- (494 Einwohner) 05-0301-0803-0001 Quivi Quivi Media
- (494 Einwohner) 05-0403-0220-4    Vila Vila (Pocoata)
- (493 Einwohner) 04-0702-0200-4009 Sora (Oruro)
- (493 Einwohner) 05-0404-0209-6001 Maragua (Chayanta)
- (492 Einwohner) 01-1003-0200-1001/1002 Ñancorainza
- (492 Einwohner) 02-0304-0107-5001 Comanche (Pacajes)
- (492 Einwohner) 05-0401-0100-7001 Kalasaya (Colquechaca)
- (491 Einwohner) 02-0404-0202-1004 Quillihuyo
- (491 Einwohner) 02-1103-0102-7001 Suiqui Milamilani
- (491 Einwohner) 05-0301-0800-1002 Tecoya
- (491 Einwohner) 05-0601-0112-0001 Tres Cruces (Cotagaita)
- (491 Einwohner) 05-0601-1900-1001 Ascanty
- (490 Einwohner) 02-1003-0301-4001 Villa Khora
- (490 Einwohner) 02-1402-0100-6001 Machacamarca (Coripata)
- (490 Einwohner) 01-0702-0600-7001 Sacavillque Grande
- (489 Einwohner) 08-0302-0104-6001 Tacuaral de Mattos
- (488 Einwohner) 02-0102-0200-7001 Cachapaya
- (488 Einwohner) 02-0102-0202-6001 Cotaña
- (487 Einwohner) 03-0302-0300-7001 Choro (Ayopaya)
- (487 Einwohner) 05-0601-0105-3001 Tablaya Chica
- (486 Einwohner) 07-0201-0200-1001 Azusaqui
- (486 Einwohner) 04-0901-0100-1003 Sabaya
- (486 Einwohner) 08-0302-0102-2001 La Cruz (Beni)
- (485 Einwohner) 05-0901-0500-2001 Soniquera
- (484 Einwohner) 03-1501-0100-3001 Bolívar (Bolivien)
- (484 Einwohner) 03-1003-0133-3001 Ichoa
- (484 Einwohner) 02-1101-0401-0001 Palma Pampa
- (484 Einwohner) 03-0902-0201-0001 Pirque (Sipe Sipe)
- (483 Einwohner) 02-0503-0104-5001 Rosario (Aucapata)
- (483 Einwohner) 07-0301-0115-9001 Santa Clara de La Estrella
- (481 Einwohner) 03-0303-0301-5002 Maravillas (Cocapata)
- (481 Einwohner) 07-1501-0102-6001 San Antonio del Junte
- (480 Einwohner) 05-0901-0503-4001 San Juan de Rosario
- (479 Einwohner) 02-0303-1300-1005 Okoruro
- (479 Einwohner) 02-0702-0100-6001 Hilo Hilo
- (478 Einwohner) 02-0201-0570-1001 Cocotoní
- (478 Einwohner) 02-1201-1000-1001 Chipamaya
- (477 Einwohner) 01-0201-0201-2001 Rodeo Grande (Azurduy)
- (477 Einwohner) 02-1801-0501-0001 Villa Manquiri
- (477 Einwohner) 06-0101-0200-6001 Santa Ana La Vieja
- (477 Einwohner) 05-0101-0111-2001 Santiago de Ockoruro
- (475 Einwohner) 03-0403-0300-3001 Angostura (Arbieto)
- (475 Einwohner) 03-1101-0303-5008 Tallija Confital
- (475 Einwohner) 01-1003-0600-1001 Tiguipa (Chuquisaca)
- (474 Einwohner) 02-1402-0100-7001 Marquirivi (Coripata)
- (474 Einwohner) 05-0501-0102-3001 Quinamara
- (473 Einwohner) 02-0801-1200-1001 Irpuma
- (473 Einwohner) 02-0201-0500-7001 Jankho Amaya
- (472 Einwohner) 02-0102-0200-2001 Cayimbaya
- (472 Einwohner) 02-0806-0700-4001 Chama (Bolivien)
- (472 Einwohner) 02-1801-0100-6001 San Pedro de Curahuara
- (472 Einwohner) 05-0104-0200-1001 Cahuayo
- (472 Einwohner) 08-0201-0102-1001 La Esperanza (Riberalta)
- (472 Einwohner) 02-1402-0200-4001 Los Anguias
- (471 Einwohner) 02-1105-1200-1001 Colopampa Grande
- (471 Einwohner) 05-0202-0300-7001 Copana
- (471 Einwohner) 07-0703-0503-7001 San Lorenzo Brecha 7
- (471 Einwohner) 05-0103-0103-2010 Totora D
- (471 Einwohner) 03-1602-0206-9001 Villa Fernandez (Tiraque)
- (470 Einwohner) 05-0301-1001-7001 Lequezana
- (469 Einwohner) 03-1001-0172-8    Challviri
- (469 Einwohner) 07-0703-0503-1001 Vaca Guzman (Cordillera)
- (468 Einwohner) 02-0206-0400-8001 Tajara Grande
- (468 Einwohner) 04-1201-0100-1002 Andamarca (Oruro)
- (468 Einwohner) 05-0301-0404-9001 Potobamba
- (467 Einwohner) 03-1003-0164-1001 Eduardo Avaroa (Chapare)
- (467 Einwohner) 02-1901-0100-8001 Santiago de Machaca
- (466 Einwohner) 02-0205-0303-6001 Pucuro Grande
- (466 Einwohner) 02-1005-0700-4002 Luruhuta
- (464 Einwohner) 02-1402-0371-4001 Dorado Grande
- (464 Einwohner) 04-0102-0101-0001 Vila Vila (Cercado)
- (463 Einwohner) 08-0101-0170-8001 Puerto Almacén
- (463 Einwohner) 09-0203-0300-1001 Chivé
- (463 Einwohner) 03-1302-0200-3002 Sikimira
- (462 Einwohner) 02-0204-0200-4001 Coromata Alta
- (462 Einwohner) 07-0301-0302-2001 Cruz de Soliz
- (462 Einwohner) 01-0702-0101-5001 Yapusiri
- (461 Einwohner) 02-0206-0400-2001 Chilaya
- (459 Einwohner) 01-0501-0200-8001 San Juan del Piraí (Monteagudo)
- (459 Einwohner) 05-0301-0102-4001 Lica Lica
- (459 Einwohner) 05-0403-0206-0001 Choco (Potosí)
- (458 Einwohner) 01-0801-0101-0001 Nuevo Mundo (Chuquisaca)
- (458 Einwohner) 03-1205-0295-1001 Valle Ivirgarzama
- (457 Einwohner) 02-1204-0400-2001 Cumaná (Los Andes)
- (457 Einwohner) 02-0205-0302-0001 Santiago de Huata
- (457 Einwohner) 02-0801-1200-1001 Irpuma
- (456 Einwohner) 01-0304-0100-2001 Chahuarani
- (455 Einwohner) 03-1203-0473-5001 Lope Mendoza
- (455 Einwohner) 06-0601-0900-7001 Pucará (Entre Ríos)
- (454 Einwohner) 05-0204-0205-1001 Micani (Chuquihuta)
- (454 Einwohner) 05-1203-0500-1001 Churcuita
- (454 Einwohner) 08-0303-0101-8002 El Triunfo (Beni)
- (453 Einwohner) 08-0802-0200-2001 Cerro San Simón
- (453 Einwohner) 04-0901-0500-2007 Villa Vitalina
- (451 Einwohner) 02-1102-0200-2001 Chuñavi (Irupana)
- (451 Einwohner) 04-0701-0400-1001 Japo (Oruro)
- (451 Einwohner) 04-0103-0171-7001 Regantes Crucero Belén
- (451 Einwohner) 02-1105-0304-3001 San José (La Asunta)
- (450 Einwohner) 04-0104-0502-6001 Jatita
- (450 Einwohner) 04-0104-0600-1001 Soracachi (Paria)
- (450 Einwohner) 06-0201-0900-4002 Rosillas
- (448 Einwohner) 02-1901-0100-1001 Alto Alianza
- (448 Einwohner) 02-1203-0100-8001 Cutusuma (Batallas)
- (448 Einwohner) 07-0801-0401-0001 Guadalupe (Vallegrande)
- (447 Einwohner) 02-0901-0172-5001 Anquioma Baja
- (446 Einwohner) 05-0202-0100-4001 Entre Ríos (Chayanta)
- (445 Einwohner) 02-1402-0101-2003 Tabacal (La Paz)
- (444 Einwohner) 09-0101-0102-0001 6 de Agosto
- (444 Einwohner) 05-0101-01??-???? Jesús de Machaca (Potosí)
- (444 Einwohner) 01-0102-0101-6001 Mosoj Llaita
- (444 Einwohner) 04-0102-0160-2001 Ocotavi
- (444 Einwohner) 06-0601-0200-1    Salinas (Tarija)
- (443 Einwohner) 02-1002-0302-4001 Cañamina
- (443 Einwohner) 03-1205-0202-4001 Chasqui
- (443 Einwohner) 03-0701-0200-2001 Hornoma
- (442 Einwohner) 06-0101-0400-4001 Yesera Norte
- (441 Einwohner) 01-0902-0300-5001 El Palmar (Chuquisaca)
- (441 Einwohner) 05-0501-0117-0702 Orka (Charcas)
- (440 Einwohner) 03-0803-0100-2001 Carcaje Rosario
- (440 Einwohner) 02-1301-1100-2001 Machacamarca (Sica Sica)
- (440 Einwohner) 09-0301-0270-8001 Portachuelo Medio
- (439 Einwohner) 06-0501-0900-9002 Calama (Tarija)
- (439 Einwohner) 02-0201-1400-1001 Casamaya
- (439 Einwohner) 02-1402-0300-3002 Chacón (Trinidad Pampa)
- (439 Einwohner) 05-0202-0900-7001 Nueva Colcha
- (439 Einwohner) 01-0702-0301-1001 Pasla (Kollpa)
- (438 Einwohner) 02-0801-2400-1001 Chacoma Irpa Grande
- (437 Einwohner) 01-0201-0200-3001 Duraznal (Azurduy)
- (436 Einwohner) 05-1601-0200-1001 Alota
- (436 Einwohner) 01-0402-0100-2001 Arquillos (Tomina)
- (435 Einwohner) 02-0204-0200-8001 Cota Cota Baja
- (435 Einwohner) 03-1601-0101-6001 Kañacota
- (435 Einwohner) 03-1003-0204-3701 San José (Chapare)
- (435 Einwohner) 05-0103-0304-5001 Santa Lucía (Yocalla)
- (434 Einwohner) 05-0403-0602-0003 Quesimpuco
- (433 Einwohner) 03-1205-0407-9001 Valle Ivirza
- (432 Einwohner) 04-0201-0102-0001 Kakachaca
- (432 Einwohner) 05-0202-0802-2001 Cutimarca
- (432 Einwohner) 05-1103-0208-1001 Melena Alta
- (432 Einwohner) 08-0401-0102-7001 San José del Cabitu
- (432 Einwohner) 09-0103-0100-3001 Mukden (Pando)
- (431 Einwohner) 03-0301-0200-5002 Listeria (Independencia)
- (430 Einwohner) 04-0104-0300-2001 Huayña Pasto Chico
- (429 Einwohner) 02-0904-0101-5001 Ñiquela
- (429 Einwohner) 07-0601-0301-0001 San Juan de Palometillas
- (428 Einwohner) 02-1802-0470-3001 San José 16 de Julio
- (428 Einwohner) 03-0201-0200-5001 Quiroga (Aiquile)
- (428 Einwohner) 04-0102-0700-1001 Kemalla
- (426 Einwohner) 02-0404-0202-9001 Humanata
- (426 Einwohner) 08-0201-0172-1001 Tumichucua
- (426 Einwohner) 09-0302-0270-2001 Naranjal (Pando)
- (426 Einwohner) 02-0603-0273-7001 Union Limitada Incachaca
- (425 Einwohner) 06-0502-0700-1001 Campanario (Tarija)
- (425 Einwohner) 05-1201-0200-1001 Chacala
- (424 Einwohner) 02-1402-0371-0001 Choro Grande
- (424 Einwohner) 02-1402-0200-8001 Milluhuaya
- (423 Einwohner) 03-0801-0200-1001 Ayoma (Cliza)
- (421 Einwohner) 01-0103-0400-6001 La Barranca
- (420 Einwohner) 05-0901-0501-6001 Copacabana (Colcha K)
- (420 Einwohner) 04-0503-0300-1006 Huayllas (Litoral)
- (420 Einwohner) 05-0101-0401-9006 Manquiri
- (419 Einwohner) 03-0201-0270-6001 Zamora (Aiquile)
- (418 Einwohner) 04-0402-0370-5001 Tambo Quemado
- (417 Einwohner) 02-0103-0302-8001 Janko Suni
- (417 Einwohner) 04-0601-0200-1030 Venta y Media
- (416 Einwohner) 02-1101-0500-3001 Cutusuma (Chulumani)
- (416 Einwohner) 06-0601-0300-6001 San Diego Norte
- (416 Einwohner) 01-0102-0102-0001 Tasapampa
- (415 Einwohner) 02-0204-0200-7001 Cota Cota Alta
- (414 Einwohner) 05-0301-0602-7001 Millares (Potosí)
- (414 Einwohner) 07-0502-0106-9001 Tunas Nuevo
- (414 Einwohner) 05-0901-0505-3001 Vinto K
- (413 Einwohner) 04-0104-0500-3001 Huayña Pasto Grande
- (413 Einwohner) 03-0201-0105-4001 Tipapampa
- (413 Einwohner) 02-0405-0600-3001 Villa Puni
- (412 Einwohner) 02-0104-0300-3001 Asunta Quillviri
- (412 Einwohner) 01-0702-0601-0001 Capira
- (412 Einwohner) 05-1101-1201-2001 Sepulturas (Linares)
- (411 Einwohner) 02-0206-0100-2001 Sanca Jahuira
- (411 Einwohner) 04-0903-0200-2001 Ayparavi
- (410 Einwohner) 05-1102-0200-3005 Cuchu Ingenio
- (410 Einwohner) 07-0202-0102-1001 Okinawa 2
- (410 Einwohner) 02-1401-0104-5001 Santa Bárbara (Coroico)
- (409 Einwohner) 05-0202-0104-0001 Irupata
- (409 Einwohner) 05-1002-0100-1001 Mojinete
- (409 Einwohner) 01-0403-0101-3001 Pampas Punta
- (407 Einwohner) 06-0601-1101-8001 Ñaurenda
- (407 Einwohner) 03-1003-0119-5001 Senda Bayer
- (407 Einwohner) 03-0302-0170-6701 Totorani
- (406 Einwohner) 05-0301-0101-1001 Mayu Tambo
- (406 Einwohner) 01-0502-0170-8001 Ñacamiri
- (406 Einwohner) 02-0804-0200-3001 San Juan de Huancollo
- (406 Einwohner) 05-0103-0200-3005 Luquiapu
- (406 Einwohner) 06-0601-1101-5004 Timboy
- (405 Einwohner) 02-0402-0300-1001 Cajcachi
- (404 Einwohner) 05-0402-0200-8002 Moqo Cutani
- (404 Einwohner) 02-1105-1200-7001 Villa Esperanza (La Asunta)
- (403 Einwohner) 02-0901-0172-6001 Anquioma Alta
- (403 Einwohner) 01-0101-1100-2001 Chuqui Chuqui
- (403 Einwohner) 04-0903-0100-2001 Manazaya
- (403 Einwohner) 05-0401-0307-4001 Karata (Potosí)
- (402 Einwohner) 01-0702-0800-5001 Cinteño Tambo
- (401 Einwohner) 03-0303-0300-2001 Cocapata (Ayopaya)
- (401 Einwohner) 07-0704-0400-1001 Ibicuati
- (400 Einwohner) 02-0701-0300-8001 Los Altos (Apolo)
- (400 Einwohner) 01-0702-0801-8001 Ocurí (Chuquisaca)
- (400 Einwohner) 02-0702-0400-5001 Puyo Puyo (Pelechuco)
- (400 Einwohner) 02-2002-1970-2702 Sararia
- (400 Einwohner) 05-1103-0401-6001 Seocochi

## Ortschaften zentraler Bedeutung unter 400 Einwohner
- (399 Einwohner) 06-0601-0701-4    El Tunal (Tarija)
- (398 Einwohner) 07-0302-0104-6001 San Juan de Lomerío
- (398 Einwohner) 01-0701-0270-7001 Suquistaca
- (398 Einwohner) 05-0901-0200-3003 Vila Vila (Nor Lípez)
- (397 Einwohner) 02-0902-0104-1001 Tacobamba (La Paz)
- (396 Einwohner) 05-0602-0400-2001 Calvi-Chontola
- (396 Einwohner) 02-1105-0600-3001 Huayabal
- (396 Einwohner) 01-0702-0201-1001 Tambo Khasa
- (396 Einwohner) 07-0104-0103-7001 Villa Victoria (La Guardia)
- (395 Einwohner) 05-0601-1900-3701 Cazón
- (395 Einwohner) 03-0302-0400-4003 Kiri Kiri
- (395 Einwohner) 08-0102-0101-0001 San Javier (Beni)
- (395 Einwohner) 07-0301-0115-4001 San Miguelito (Chiquitanía)
- (394 Einwohner) 01-0201-0200-9001 Pujyuni (Azurduy)
- (394 Einwohner) 05-0602-0102-5001 Vitichi
- (393 Einwohner) 02-1203-0200-8001 Peñas (La Paz)
- (393 Einwohner) 01-0101-0800-8001 Quila Quila
- (392 Einwohner) 07-0702-0100-7001 Kopere Brecha
- (391 Einwohner) 03-1203-0400-5001 Cocapata (Pocona)
- (390 Einwohner) 01-0202-0200-3001 Capactala
- (390 Einwohner) 02-0102-0203-1001 Cebollullo
- (390 Einwohner) 06-0501-0500-2001 Erquis Norte
- (390 Einwohner) 06-0302-0300-6001 Saladillo (Tarija)
- (389 Einwohner) 03-1101-0305-0001 Japo Kasa
- (389 Einwohner) 03-1301-0504-6001 Tipa Tipa
- (388 Einwohner) 02-0201-0901-5001 Cocani Ajllata
- (388 Einwohner) 04-1202-0200-1018 Cruz de Huayllamarca
- (388 Einwohner) 06-0303-0101-1001 Ibibobo
- (387 Einwohner) 01-1002-0100-2001 Huacaya
- (387 Einwohner) 02-0502-0200-1001 Camata
- (387 Einwohner) 04-0104-0501-6001 Cala Cala de Oruro
- (387 Einwohner) 04-1301-0200-6028 Sora Sora (Totora)
- (387 Einwohner) 09-0203-0201-4001 Soberanía Bella Vista
- (387 Einwohner) 05-0601-0200-2001 Tocla Rancho
- (386 Einwohner) 09-0402-0100-4001 Ingavi (Pando)
- (385 Einwohner) 03-0201-0105-6001 Chaquimayu
- (385 Einwohner) 05-1103-0401-6001 Media Luna (Ckochas)
- (385 Einwohner) 02-1306-0300-1001 Micaya
- (385 Einwohner) 01-0703-0101-2001 Santa Rosa (Incahuasi)
- (384 Einwohner) 01-0202-0100-6001 El Salto (Tarvita)
- (384 Einwohner) 02-0202-0400-3001 Sotalaya Centro
- (384 Einwohner) 02-0903-0701-2001 Villa Puchuni
- (383 Einwohner) 02-1402-0100-9001 Pararani
- (383 Einwohner) 06-0601-0400-8002 Puerto Margarita
- (383 Einwohner) 02-0804-0200-4001 Yanari (Ingavi)
- (382 Einwohner) 02-1204-0300-1005 Ayzadera
- (382 Einwohner) 02-1202-0400-1001 Calería
- (382 Einwohner) 03-1101-0302-3001 Lacolaconi
- (382 Einwohner) 02-0307-0105-0001 Nazacara de Pacajes
- (382 Einwohner) 06-0201-0300-1001 Camacho (Tarija)
- (381 Einwohner) 01-0704-0400-3001 Caiza „K“
- (380 Einwohner) 03-1003-0104-3001 Litoral (Chapare)
- (379 Einwohner) 03-0404-0400-2001 Matarani (Bolivien)
- (378 Einwohner) 02-0304-0101-1001 Kella Kella Alta
- (378 Einwohner) 02-0604-0102-6001 Quiabaya
- (378 Einwohner) 05-0601-1600-4001 Villa Concepción (Cotagaita)
- (378 Einwohner) 06-0303-0100-2001 Caigua
- (378 Einwohner) 01-0702-0170-2001 Quirquiwisi
- (378 Einwohner) 02-0601-0302-7001 Yani (Bolivien)
- (376 Einwohner) 03-0203-0105-1001 Peña Colorada
- (375 Einwohner) 01-0201-0201-1001 Rodeo Chico (Azurduy)
- (374 Einwohner) 02-1203-0800-1001 Huancané (Batallas)
- (374 Einwohner) 02-1701-0200-3001 Khasani
- (374 Einwohner) 04-1201-0300-5008 Eduardo Avaroa (Andamarca)
- (374 Einwohner) 05-1202-0600-1001 Calasaya (Tomave)
- (373 Einwohner) 02-0503-0201-8001 Pusillani
- (373 Einwohner) 02-1104-0110-5001 Puerto Carmen (Palos Blancos)
- (373 Einwohner) 04-1401-0700-2010 Urmiri (Pagador)
- (373 Einwohner) 06-0601-0600-1001 Chiquiaca Centro
- (373 Einwohner) 08-0303-0100-1001 Comunidad Australia
- (372 Einwohner) 02-0807-0200-4001 Chiripa (Ingavi)
- (372 Einwohner) 01-0601-0102-7001 Puca Puca
- (372 Einwohner) 03-1003-0171-3001 San Francisco Alto
- (372 Einwohner) 01-0201-0201-4001 Tabacal (Azurduy)
- (371 Einwohner) 02-0904-0101-4001 Asiriri (Malla)
- (371 Einwohner) 06-0201-0200-4001 Chaguaya (Tarija)
- (370 Einwohner) 02-0501-0100-4001 Chuma (La Paz)
- (369 Einwohner) 03-1001-0176-8001/2 Palca (Sacaba)
- (369 Einwohner) 01-0502-0201-0001 Uruguay (Chuquisaca)
- (368 Einwohner) 07-1503-0107-4002 10 de Noviembre-El Puente
- (368 Einwohner) 07-0501-0101-8002 Quimome
- (368 Einwohner) 02-0701-0301-4001 Raviana
- (368 Einwohner) 03-0303-0371-1701 Suchuni
- (368 Einwohner) 09-0203-0100-3001 Filadelfia (Pando)
- (367 Einwohner) 02-1402-0300-8001 San Felix (Coripata)
- (366 Einwohner) 06-0201-0400-1001 Cañas (Tarija)
- (366 Einwohner) 02-1005-0300-3001 General Camacho (Ichoca)
- (366 Einwohner) 01-0101-0800-4001 Purun Quila
- (366 Einwohner) 07-0601-0300-8001 San Ignacio del Sara
- (365 Einwohner) 01-0801-0300-6001 Pampas del Tigre
- (365 Einwohner) 07-0704-0100-7001 Salinas (Cuevo)
- (365 Einwohner) 05-1402-0100-6001 Tahua (Potosí)
- (365 Einwohner) 02-1701-0300-1001 Yampupata
- (364 Einwohner) 05-1102-0500-8016 Pancochi
- (364 Einwohner) 01-0101-0800-3001 Picachulo
- (364 Einwohner) 02-2002-1975-3001 Villa El Porvenir
- (363 Einwohner) 02-1502-0170-3001 Caygene
- (363 Einwohner) 05-0403-0109-4001 Colca Pampa
- (363 Einwohner) 01-0704-0171-0001 Huancarani Alto
- (363 Einwohner) 04-1101-0100-4001 Huancaroma
- (363 Einwohner) 01-0902-0100-7001 Sajlina Alta
- (363 Einwohner) 02-1301-1000-4001 Viluyo Chico
- (363 Einwohner) 06-0101-0400-3001 Yesero Centro
- (362 Einwohner) 05-0801-0116-7007 Salo (Tupiza)
- (361 Einwohner) 09-0302-0101-4001 Vista Alegre (Pando)
- (360 Einwohner) 09-0502-0170-2001 Reserva (Villa Nueva)
- (360 Einwohner) 03-0701-0200-8005 Villcabamba (Bolivien)
- (359 Einwohner) 08-0201-0270-9702 Peña Amarilla (Beni)
- (358 Einwohner) 05-1501-0400-2001 Casira Grande
- (358 Einwohner) 02-0901-0100-2001 Collpani (Luribay)
- (358 Einwohner) 02-1306-0500-1001 Machacamarca (Aroma)
- (357 Einwohner) 02-0903-0200-1001 Caxata
- (357 Einwohner) 07-0104-0502-5001 Olivera (Brecha 2)
- (357 Einwohner) 07-0602-0101-9001 San Luis (Sara)
- (357 Einwohner) 08-0102-0201-3002 San Pedro Nuevo
- (356 Einwohner) 05-0103-0303-3003 El Molino (Yocalla)
- (356 Einwohner) 02-0702-0200-1001 Hichicollo
- (356 Einwohner) 02-1102-0270-1701 Iquico
- (356 Einwohner) 04-0702-0201-8010 Realenga
- (356 Einwohner) 06-0201-1100-1001 Tacuara (Tarija)
- (354 Einwohner) 07-0703-0508-4001 Florida (Cordillera)
- (354 Einwohner) 02-0902-0274-0001 Khola
- (354 Einwohner) 04-0701-0100-4012 Viluyo (Huanuni)
- (354 Einwohner) 06-0402-0100-6001 Yunchará
- (353 Einwohner) 04-0701-0300-1002 Morococala
- (352 Einwohner) 04-0201-0300-1001 Ancacato
- (352 Einwohner) 01-0702-0600-3001 Mollepata (Bolivien)
- (352 Einwohner) 04-1601-0100-5001 Huayllamarca
- (351 Einwohner) 02-0701-0200-1001 Aten (Bolivien)
- (351 Einwohner) 04-0802-0200-1003 Bengal Vinto
- (351 Einwohner) 05-0404-0111-6001 Llucho
- (351 Einwohner) 07-1503-0273-3001 Nueva Ascención
- (351 Einwohner) 05-0601-1700-5705 Puquilia
- (349 Einwohner) 07-0803-0500-3001 La Laja (Moro Moro)
- (349 Einwohner) 02-1401-0202-2001 Mururata (Coroico)
- (348 Einwohner) 02-1005-0500-1002 Pacollo (Ichoca)
- (348 Einwohner) 05-0702-0500-1001 Chojlla (Potosí)
- (348 Einwohner) 06-0202-0400-1001 Campo Grande (Bermejo)
- (347 Einwohner) 05-0701-0200-1001 Colloma
- (347 Einwohner) 02-0308-0402-0001 Huayllapanta
- (347 Einwohner) 03-1101-0404-2002 Llavini
- (347 Einwohner) 02-0402-0301-3001 Tajani
- (346 Einwohner) 02-0402-0201-0001 Italaque
- (346 Einwohner) 01-0301-0102-6001 Puca Huasi
- (346 Einwohner) 01-0103-0101-8001 Soicoco
- (345 Einwohner) 05-1201-0100-5701 Cerdas
- (345 Einwohner) 02-0905-0471-2001 Machacamarca Baja
- (344 Einwohner) 01-0703-0200-2001 Huajlaya
- (344 Einwohner) 05-0301-0102-0001 Huantapita
- (344 Einwohner) 03-0903-0172-8001 Montecillo Alto
- (344 Einwohner) 03-0302.0171-8004 Pata Morochata
- (344 Einwohner) 08-0101-0100-3001 Puerto Ballivián
- (344 Einwohner) 02-2001-1501-5001 Santa Fe (Caranavi)
- (343 Einwohner) 02-0202-0300-8001 Corpa Grande
- (343 Einwohner) 03-1003-0133-2001 Moleto
- (343 Einwohner) 09-0103-0200-7001 Naerufa
- (343 Einwohner) 01-0402-0102-3001 Tarabuquillo
- (343 Einwohner) 05-0402-0301-2001 Thurumani
- (342 Einwohner) 05-0401-0501-9001 Pampa Colorada
- (342 Einwohner) 01-0702-0201-0001 Sunchu Tambo
- (341 Einwohner) 02-0101-0100-6001 Pongo (La Paz)
- (341 Einwohner) 04-0104-0300-8001 Sepulturas (Oruro)
- (341 Einwohner) 04-0302-0171-3002 Andapata
- (341 Einwohner) 06-0302-0100-4001 Campo Largo (Tarija)
- (341 Einwohner) 05-1501-0800-5001 Higueras (Villazón)
- (341 Einwohner) 05-0801-0120-1701 Tocloca
- (340 Einwohner) 02-0603-0400-1001 Ananea (Tacacoma)
- (340 Einwohner) 05-0401-0405-3    Uluchi
- (339 Einwohner) 08-0602-0200-5001 Elvira (Beni)
- (339 Einwohner) 05-1001-0100-3001 Polulos
- (339 Einwohner) 02-0702-0470-7001 Suches Jajpo Kollo
- (339 Einwohner) 05-0901-0500-3001 Villa Mar
- (337 Einwohner) 02-0202-0600-5001 Inca Caturapi
- (337 Einwohner) 02-0303-0104-6002 Calacoto
- (336 Einwohner) 02-2002-0407-6001 Caserío Nueve
- (336 Einwohner) 07-1004-0101-7001 Cuatro Ojitos
- (335 Einwohner) 05-0202-0900-5002 Pampa Churo
- (335 Einwohner) 01-0702-0200-8001 Pilaló (Ajchilla)
- (335 Einwohner) 07-0702-0103-6001 Tamachindi
- (334 Einwohner) 05-0801-0108-3001 Esmoraca
- (334 Einwohner) 01-0403-0101-9001 San Juan de Horcas
- (334 Einwohner) 02-1803-0200-8005 San Juan Pacollo
- (334 Einwohner) 07-1501-0300-1001 Cerro Chico
- (333 Einwohner) 09-0503-0100-3001 Villa Victoria (Pando)
- (332 Einwohner) 02-0902-0202-8001 Maca Maca
- (332 Einwohner) 05-1102-0400-2023 Tuctapari
- (331 Einwohner) 02-1101-0200-4001 Huancapampa
- (331 Einwohner) 04-1001-0600-3001 Chuquiña
- (331 Einwohner) 04-1401-0100-3001 Llapa Llapani
- (331 Einwohner) 08-0602-0201-7001 Perotó
- (330 Einwohner) 03-0601-0170-7701 Cocamarca
- (330 Einwohner) 04-0505-0200-1028 Romero Pampa
- (329 Einwohner) 05-0103-0200-4027 Yurac Ckasa
- (328 Einwohner) 06-0601-0100-8001 El Pajonal (Tarija)
- (328 Einwohner) 04-1301-0200-2002 Huacanapi
- (328 Einwohner) 04-0102-0270-9002 Sillota Belén
- (327 Einwohner) 02-0905-0470-9001 Asiento Araca
- (327 Einwohner) 06-0301-0200-4001 Bagual
- (327 Einwohner) 07-1501-0300-3001 Cerro Grande (Guarayos)
- (327 Einwohner) 02-1101-0300-9001 Ocobaya
- (327 Einwohner) 03-1002-0570-3001 Paracti
- (327 Einwohner) 07-0301-0303-0002 Villa Nueva Santa Rosa
- (326 Einwohner) 02-1301-0800-5001 Toloma (Sica Sica)
- (325 Einwohner) 05-0502-0101-9001 Carasi (Potosí)
- (325 Einwohner) 03-1101-0106-3001 Kjarkas
- (325 Einwohner) 02-0203-1100-3001 Soncachi Grande
- (325 Einwohner) 02-0302-0701-0001 Villa Anta
- (325 Einwohner) 03-0302-0801-1001 Yayani Alto
- (325 Einwohner) 02-0402-0472-4001 Yocarhuaya
- (324 Einwohner) 03-1303-0102-4001 Alalay
- (324 Einwohner) 05-0103-0200-6701 Belén Pampa
- (324 Einwohner) 04-0505-0200-2009 Charcollo
- (324 Einwohner) 01-0702-0600-4001 Ojeda (Pirhuani)
- (324 Einwohner) 05-0104-0100-3012 Puitucu
- (323 Einwohner) 02-0102-0300-1001 Aramani
- (323 Einwohner) 05-0601-0700-3003 Cornaca
- (323 Einwohner) 02-1003-0300-6002 Lujmani
- (323 Einwohner) 01-0303-0101-2001 Quivale
- (323 Einwohner) 02-1001-0600-5005 Siguas
- (322 Einwohner) 02-1305-0300-1001 Chacoma (La Paz)
- (322 Einwohner) 01-0702-0600-5001 Pirhuani
- (322 Einwohner) 03-1002-0274-2701 Primera Candelaria
- (322 Einwohner) 05-0601-0200-5006 Riberalta de Potosí
- (322 Einwohner) 07-0705-0101-6001 Tatarenda Nuevo
- (322 Einwohner) 02-1102-0200-4001 Totoral (Irupana)
- (322 Einwohner) 05-0602-0201-5003 Yurac Cancha
- (320 Einwohner) 09-0302-0304-7001 Fortaleza (San Lorenzo)
- (319 Einwohner) 06-0302-0200-4001 Itaú (Tarija)
- (319 Einwohner) 08-0602-0174-0001 Puente Caimanes (Marbán)
- (317 Einwohner) 01-0102-0400-1001 Pulki
- (317 Einwohner) 01-1001-0201-1001 Tentayapi
- (317 Einwohner) 02-1202-0200-1001 Collo Collo
- (316 Einwohner) 06-0501-1000-4001 Leon Cancha
- (316 Einwohner) 02-0701-0102-1001 Machua
- (315 Einwohner) 04-1202-0300-1026 Real Machacamarca
- (315 Einwohner) 08-0602-0200-7001 Miraflores (Beni)
- (315 Einwohner) 08-0703-0370-2701 Santa Rosa de Vigo
- (314 Einwohner) 02-1103-0101-9001 Yanacachi
- (313 Einwohner) 07-0802-0400-3002 Muyurina (Trigal)
- (313 Einwohner) 07-0702-0111-4001 Tarenda
- (312 Einwohner) 01-1003-0300-4001 Ivo (Bolivien)
- (312 Einwohner) 02-1304-0500-2001 Romeropampa
- (311 Einwohner) 05-1001-0100-1001 Cerrillos (Sur Lípez)
- (311 Einwohner) 05-1103-0207-2001 Legua Pampa
- (311 Einwohner) 06-0601-0100-6001 Los Naranjos (Tarija)
- (310 Einwohner) 02-0903-0400-2001 Chucamarca
- (310 Einwohner) 02-1402-0100-5001 Huayrapata
- (310 Einwohner) 04-0301-0472-4001 San Antonio de Nor Cala
- (310 Einwohner) 02-0104-0200-6001 Uypaca
- (310 Einwohner) 05-0104-0100-7001 Vacuyo Andamarca
- (310 Einwohner) 02-1304-0600-5001 Villa El Carmen Caluyo
- (309 Einwohner) 02-0201-1500-3001 Villa Franz Tamayo
- (308 Einwohner) 02-0903-0300-6002 Challoma Grande
- (308 Einwohner) 02-1004-0473-3001 Lanza Mohoza
- (308 Einwohner) 02-1105-0300-5001 Cotapata (Sud Yungas)
- (308 Einwohner) 03-0601-0100-1001 Arque
- (308 Einwohner) 06-0101-0601-0001 Monte Centro
- (308 Einwohner) 09-0104-0101-3013 Santa Lucía (Pando)
- (307 Einwohner) 02-1105-0200-3001 El Palmar (Yungas)
- (307 Einwohner) 05-0602-0300-3001 Estumilla
- (307 Einwohner) 01-0303-0102-5001 San Lorenzo (Mojocoya)
- (307 Einwohner) 05-0701-0127-4001 Vila Vila (Sacaca)
- (306 Einwohner) 02-1201-0800-1001 Chiarpata
- (306 Einwohner) 05-1103-0200-8002 Ckochas
- (306 Einwohner) 02-1307-0300-1001 Hichuraya Chico
- (306 Einwohner) 05-0404-0400-9001 Milluni
- (306 Einwohner) 01-0502-0300-7002 Rosario del Ingre
- (306 Einwohner) 04-1503-0100-9001 Triandino
- (305 Einwohner) 06-0601-1101-8001 Suarurito
- (305 Einwohner) 05-0602-0400-6003 Surmajchi
- (304 Einwohner) 05-1003-0102-5001 Guadalupe (Sur Lípez)
- (304 Einwohner) 08-0601-0200-1003 Gundonovia
- (303 Einwohner) 01-1003-0400-1001 Camatindi
- (303 Einwohner) 03-1203-0400-8005 Huayapacha
- (302 Einwohner) 03-0303-0200-8001 Tocorani
- (301 Einwohner) 05-0401-0400-1001 Ayoma (Chayanta) falsche PLZ im Censo 2012!
- (301 Einwohner) 05-0501-0206-0001 Cochu
- (301 Einwohner) 01-0103-0600-2001 Huañoma Alta
- (301 Einwohner) 05-0601-0104-2001 Llajta Chimpa
- (301 Einwohner) 02-1102-0270-8701 Totora Pampa (Irupana)
- (300 Einwohner) 02-1301-0500-2001 Collpa Pucho Belén

## Ortschaften zentraler Bedeutung unter 300 Einwohner
- (299 Einwohner) 04-0201-0400-1001 Huancané (Challapata)
- (299 Einwohner) 06-0101-0900-5001 Ladera Norte
- (299 Einwohner) 03-0801-0400-3003 Santa Lucía (Cliza)
- (299 Einwohner) 06-0601-0601-0001 Vallecito Los Lapachos
- (298 Einwohner) 03-0301-030-01001 Angostura (Ayopaya)
- (298 Einwohner) 03-0302-0100-5003 Piusilla
- (298 Einwohner) 04-0901-1000-1001 Pisiga Bolívar
- (297 Einwohner) 02-0805-1000-3001 Cuipiamaya
- (297 Einwohner) 06-0201-0600-2009 Mecoya
- (296 Einwohner) 03-0303-0301-2701 Jatun Pampa
- (296 Einwohner) 03-0303-0302-0001 San Cristóbal (Cocapata)
- (296 Einwohner) 07-0401-0108-0112 Villa Diego (Ichilo)
- (295 Einwohner) 03-0102-0200-1001 Chinguri
- (295 Einwohner) 01-0302-0200-7001 Rodeo El Palmar
- (294 Einwohner) 01-0303-0103-3001 Mojocoya
- (294 Einwohner) 02-0502-0100-1001 Ayata
- (294 Einwohner) 05-1302-0105-1004 Piriquina
- (294 Einwohner) 06-0202-0300-1001 Candado Grande
- (294 Einwohner) 08-0602-0101-7001 Villa Alba
- (293 Einwohner) 02-0206-0401-1001 Huatajata
- (292 Einwohner) 07-0803-0470-1701 Alto Veladero
- (292 Einwohner) 05-0202-0106-4001 Quinta Pampa
- (292 Einwohner) 02-1402-0101-0001 Santa Bárbara (Coripata)
- (292 Einwohner) 02-0905-0200-1005 Saya (Cairoma)
- (291 Einwohner) 05-0602-0103-3001 Ari Palca
- (291 Einwohner) 05-1501-0101-1001 Berque
- (291 Einwohner) 04-0301-0900-1050 Villa Esperanza (Corque)
- (290 Einwohner) 02-0602-0270-1001 Amaguaya
- (290 Einwohner) 06-0601-0600-2001 Chiquiaca Norte
- (290 Einwohner) 02-0601-0402-7001 Ilabaya (Sorata)
- (290 Einwohner) 05-1103-0210-4001 Salva Alta
- (289 Einwohner) 01-0304-0102-2001 Candelaria (Icla)
- (289 Einwohner) 04-0801-0500-2003 Challuma
- (289 Einwohner) 02-1102-0200-1001 Chiltuhaya
- (289 Einwohner) 04-0301-1000-1029 San Pedro de Huaylloco
- (288 Einwohner) 02-0102-0201-0001 Chojahuaya
- (288 Einwohner) 05-0901-0501-4001 Cocani (Potosí)
- (288 Einwohner) 05-0302-0106-2001 El Palomar (Chaquí)
- (288 Einwohner) 05-0203-0110-5001 Jachojo
- (287 Einwohner) 05-0103-0102-2003 Cieneguillas (Yocalla)
- (287 Einwohner) 02-1003-0200-5001 Suri (Cajuata)
- (287 Einwohner) 02-1302-0100-3001 Toloma (Umala)
- (286 Einwohner) 05-0801-0102-0001 Peña Amarilla (Potosí)
- (286 Einwohner) 07-0901-0103-8001 Achiras
- (285 Einwohner) 02-0601-0700-3001 Cañaviri (Larecaja)
- (285 Einwohner) 05-0602-0200-3001 Calcha
- (284 Einwohner) 04-0901-1200-1003 Pagador
- (284 Einwohner) 01-0101-1201-1001 Sivisto
- (283 Einwohner) 08-0102-0200-3001 Eduardo Avaroa (San Javier)
- (283 Einwohner) 03-1002-0470-8001 Mosoj Llajta
- (282 Einwohner) 02-1006-0200-1001 Charapaxi
- (282 Einwohner) 03-0401-0470-2701 Mendez Mamata
- (282 Einwohner) 02-0603-0500-2001 Pallayunga
- (280 Einwohner) 04-1601-0600-6001 Chuquichambi
- (279 Einwohner) 05-0701-0118-1    Charca Mikani
- (279 Einwohner) 01-0101-0102-0001 Kacha Kacha
- (279 Einwohner) 05-0202-0900-4001 Pichata
- (279 Einwohner) 05-0301-0504-6002 Siporo
- (279 Einwohner) 05-0601-0300-1005 Tumusla
- (278 Einwohner) 02-1301-1070-6001 Chuacollo Grande
- (278 Einwohner) 04-0503-0100-1001 Cruz de Machacamarca
- (278 Einwohner) 02-1301-0100-8001 Maca (Sica Sica)
- (278 Einwohner) 01-0101-0700-8001 Mojotoro
- (278 Einwohner) 05-1501-1200-7001 Sagnasti
- (278 Einwohner) 01-0103-0600-9001 Viru Viru
- (277 Einwohner) 05-1202-0601-1001 Caracota (Tomave)
- (277 Einwohner) 07-0801-0105-3001 Chacopata (Vallegrande)
- (277 Einwohner) 05-0204-0204-0001 Chusilonqueri
- (276 Einwohner) 03-0301-0300-4001 Calchani
- (276 Einwohner) 05-1103-0206-2    Huara Huara
- (276 Einwohner) 04-0401-0270-5001 Sajama (Oruro)
- (276 Einwohner) 02-1304-0200-5001 Sivincani (Kokata)
- (276 Einwohner) 02-0102-0202-2001 Tahuapalca
- (276 Einwohner) 02-0701-0301-6001 Vaquería (Apolo)
- (275 Einwohner) 05-1202-0500-3001 Challa Pampa (Tomave)
- (275 Einwohner) 05-1101-0306-7001 Laguna Pampa
- (275 Einwohner) 03-1002-0570-1004 Pampa Tambo (Colomi)
- (275 Einwohner) 01-0601-0103-5001 Vila Vila (Tarabuco)
- (275 Einwohner) 08-0102-0370-7001 Villa Nazareth
- (274 Einwohner) 02-1104-0177-7001 Agua Dulce (Palos Blancos)
- (274 Einwohner) 04-0801-0802-0031 Puqui
- (273 Einwohner) 02-0603-0277-2001 Conzata
- (273 Einwohner) 02-0901-0300-1007 Porvenir (Luribay)
- (273 Einwohner) 02-1601-0300-1001 Chajaya
- (273 Einwohner) 08-0303-0101-5002 El Cerrito (Beni)
- (272 Einwohner) 03-0301-0201-7001/3 Chiñusivi
- (272 Einwohner) 02-0805-2200-1001 Conchacollo
- (271 Einwohner) 05-0601-1102-0001 Kellaja
- (271 Einwohner) 05-0801-1100-5001 Quiriza
- (271 Einwohner) 01-0702-0101-1    Rodeo Kocha
- (271 Einwohner) 05-0301-0701-8703 Sijllani
- (270 Einwohner) 04-0104-0400-3001 Kkullkhu Pampa
- (270 Einwohner) 05-1103-0401-5001 Marcavi Grande
- (270 Einwohner) 02-0204-0202-6701 Mocomoco (Huarina)
- (270 Einwohner) 05-0901-0600-2001 Santiago K
- (270 Einwohner) 04-1301-0101-3001 Totora (Oruro)
- (269 Einwohner) 02-0503-0104-3001 Apolo 2
- (269 Einwohner) 03-1303-0270-2705 Lagunitas (Alalay)
- (269 Einwohner) 02-1105-0901-7001 Puerto Rico (Yungas)
- (268 Einwohner) 05-0202-0301-3001 Janta Palca
- (268 Einwohner) 03-1001-0170-5001 Kaluyo Chico
- (268 Einwohner) 02-1204-0200-4001 Karapata Alta
- (268 Einwohner) 05-1202-0506-6001 Pelca (Tomave)
- (268 Einwohner) 02-0805-0300-2001 San Andrés de Machaca (La Paz)
- (268 Einwohner) 05-1001-0200-4001 San Antonio de Lípez
- (267 Einwohner) 04-0202-0300-5001 Soraga (Oruro)
- (267 Einwohner) 08-0401-0271-1702 Totaizal
- (266 Einwohner) 02-0403-0400-4001 Yaricoa Alto
- (265 Einwohner) 01-0703-0201-0001 San Marcos (Incahuasi)
- (265 Einwohner) 04-0102-0161-9001 Villa Pata
- (264 Einwohner) 01-1002-0270-3001 Boycobo
- (264 Einwohner) 02-1602-0200-1001 Caalaya
- (264 Einwohner) 04-0402-0200-3010 Cosapa
- (264 Einwohner) 09-0201-0270-3001 Batraja
- (263 Einwohner) 03-0201-0200-8001 Eje Pampa
- (263 Einwohner) 01-0101-0800-2001 Lecopaya
- (263 Einwohner) 05-0301-0102-7001 Mojotorillo
- (263 Einwohner) 05-0301-0301-8010 Poco Poco (im Censo 2012 mit falscher PLZ!)
- (263 Einwohner) 05-0303-0300-4002 San Felipe de Colavi
- (263 Einwohner) 02-0905-0302-0001 Villa Pucarani
- (262 Einwohner) 02-0602-0200-3001 Uma Palca
- (261 Einwohner) 02-0905-0300-4001 Keraya
- (261 Einwohner) 05-0501-0301-1001 Pocoatillo
- (261 Einwohner) 03-1301-0373-9001 Santiago (Raqaypampa)
- (261 Einwohner) 02-1602-0800-1001 Upinhuaya
- (260 Einwohner) 02-0807-0304-3001 San José de Taraco
- (260 Einwohner) 02-1401-0118-2001 Challa (Coroico)
- (260 Einwohner) 05-0601-1800-1003 Manzanal
- (259 Einwohner) 02-1101-0304-3001 Pasto Pata
- (259 Einwohner) 05-1103-0402-3001 Rodeo Pampa
- (258 Einwohner) 01-1001-0200-8001 Igüembe
- (258 Einwohner) 02-0701-0500-8001 Pata (Apolo)
- (258 Einwohner) 04-0901-1600-1004 Villa Rosario (Sabaya)
- (257 Einwohner) 05-0101-0102-8001 Agua Dulce (Potosí)
- (257 Einwohner) 03-1003-0158-2001 Villa General Román
- (256 Einwohner) 02-0601-0600-3001 Ancoma Norte
- (256 Einwohner) 06-0303-0101-4001 Palmar Grande (Tarija)
- (255 Einwohner) 02-1203-0300-1001 Chachacomani (Batallas)
- (255 Einwohner) 05-1103-0204-3001 Checchi (Ckochas)
- (255 Einwohner) 03-0302-0174-6002 Cochi Pampa
- (254 Einwohner) 04-0301-0600-1001 Caracota (Corque)
- (254 Einwohner) 01-0101-0701-2001 Paredón (Chuquisaca)
- (254 Einwohner) 05-0401-0302-0001 Surumi (Potosí)
- (253 Einwohner) 01-1003-0500-3001 Carandayti
- (253 Einwohner) 01-0201-0200-7001 Los Pinos (Azurduy)
- (253 Einwohner) 05-1501-0104-3002 Mojo (Potosí)
- (252 Einwohner) 04-0503-0100-5002 Florida Sur
- (252 Einwohner) 05-0501-0505-2001 Ñequeta
- (252 Einwohner) 03-1003-0203-0001 San Miguel (Chapare)
- (251 Einwohner) 02-1602-0300-1001 Cañisaya
- (251 Einwohner) 02-1102-0171-3701 La Plazuela
- (251 Einwohner) 05-1201-0306-9022 Coroma
- (250 Einwohner) 05-0301-0101-8001 Ckonapaya
- (250 Einwohner) 01-0702-0770-1001 Entre Ríos (Chuquisaca)
- (250 Einwohner) 02-1201-0400-6001 Iquiaca Grande
- (250 Einwohner) 07-0202-0201-0001 Okinawa 3
- (250 Einwohner) 02-1001-0700-7005 Pocusco
- (250 Einwohner) 06-0201-0300-3002 Queñahuayco
- (249 Einwohner) 05-1202-0506-9001 Punutuma
- (249 Einwohner) 03-0901-0303-0    San Miguel (Liriuni)
- (249 Einwohner) 04-1401-08xx-xxxx Vichajlupe
- (249 Einwohner) 02-0403-0470-2001 Yaricoa Bajo
- (248 Einwohner) 08-0303-0100-7003 El Rosario (Beni)
- (248 Einwohner) 02-0102-0202-3001 Taninpata
- (247 Einwohner) 06-0401-0300-1001 Chocloca
- (247 Einwohner) 05-0801-0201-9001 Tomatas (Tupiza)
- (246 Einwohner) 02-1402-0100-1001 Anacuri
- (246 Einwohner) 05-0502-0101-8001 Calahuta
- (246 Einwohner) 02-1004-0200-1001 Caluyo
- (246 Einwohner) 05-0202-0803-1701 Huanuni (Chayanta)
- (246 Einwohner) 03-0602-0201-0001 Totora Pampa (Tacopaya)
- (245 Einwohner) 05-0601-0101-1002 Cotagaitilla
- (245 Einwohner) 07-0702-0103-0001 Kapeatindi
- (245 Einwohner) 01-0301-0102-4001 Parajti
- (244 Einwohner) 05-0601-0400-5002 Calila
- (244 Einwohner) 04-0802-0300-1003 Ichalula
- (244 Einwohner) 05-0204-0204-6001 Irpa Irpa Baja
- (244 Einwohner) 01-0703-0200-9001 San Marcelo (Incahuasi)
- (244 Einwohner) 05-0801-0201-6001 San Silvestre (Tupiza)
- (243 Einwohner) 02-0402-0473-9    Machacamarca (Camacho)
- (243 Einwohner) 03-1003-0159-2001 Puerto San Francisco
- (243 Einwohner) 06-0502-0701-3001 San Lorencito
- (243 Einwohner) 05-0901-0303-6001 Santiago de Agencha
- (243 Einwohner) 01-0701-0270-4001 Tacaquira
- (243 Einwohner) 04-0701-0201-6001 Tarucamarca
- (242 Einwohner) 02-0601-0200-2001 Chuchulaya
- (242 Einwohner) 05-1401-0500-1001 Palaya
- (241 Einwohner) 02-1401-0300-7001 Pacollo (Coroico)
- (241 Einwohner) 02-1002-0270-4701 Pacuni
- (241 Einwohner) 02-1202-0172-8001 Quellani
- (241 Einwohner) 01-0201-0101-3001 San Gerónimo (Azurduy)
- (241 Einwohner) 05-1202-0507-7001 Tatuca
- (240 Einwohner) 02-0903-0500-1001 Llipi Llipi
- (240 Einwohner) 08-0801-0101-7001 San Borja (Río Blanco)
- (240 Einwohner) 09-0503-0100-8001 San Martín (Pando)
- (240 Einwohner) 02-0905-0401-1004 Torre Pampa
- (238 Einwohner) 09-0203-0300-2001 Curichon
- (238 Einwohner) 04-0301-1200-2006 Laca Laca Quita Quita
- (238 Einwohner) 02-0807-0201-4001 Taraco
- (238 Einwohner) 09-0202-0100-7001 Valparaíso (Pando)
- (238 Einwohner) 02-2002-0901-0001 Villa Litoral
- (237 Einwohner) 09-0501-0100-3001 Arca de Israel
- (237 Einwohner) 05-0501-0205-8001 Cala Chicota
- (237 Einwohner) 05-1101-0300-2001 Chacabuco (Puna)
- (237 Einwohner) 06-0401-0200-5001 Juntas
- (237 Einwohner) 01-0601-0101-8001 Lamboyo
- (237 Einwohner) 04-0801-0700-9008 Lupuyo
- (237 Einwohner) 02-0307-0105-6001 Mapa Chico
- (237 Einwohner) 05-1001-0300-3001 Quetena Grande
- (237 Einwohner) 02-1303-0400-2004 Tolar (Bolivien)
- (237 Einwohner) 05-0801-0303-0011 San Miguel (Tupiza)
- (236 Einwohner) 05-9591-0600-4001 Cusumi
- (236 Einwohner) 01-0903-0600-2003 Lime Centro
- (236 Einwohner) 03-0901-0177-0    Sunjani
- (234 Einwohner) 02-1105-0200-2001 Charoplaya
- (234 Einwohner) 05-0204-0204-4001 Hustaya
- (234 Einwohner) 05-1101-0803-3001 Villa Nueva (Puna)
- (233 Einwohner) 02-1502-0170-8001 Eyiyoquibo
- (233 Einwohner) 04-0301-1300-1008 Villa Copacabana
- (233 Einwohner) 04-1601-0303-0001 San Miguel (Nor Carangas)
- (232 Einwohner) 02-0702-0400-1001 Antaquilla
- (232 Einwohner) 05-1202-0900-1001 Cuchagua
- (232 Einwohner) 07-0707-0106-8001 Laguna Camatindi (Boyuibe)
- (232 Einwohner) 02-1803-0300-1001 Puerto Aroma
- (232 Einwohner) 09-0401-0100-3001 Santa Rosa del Abuná
- (231 Einwohner) 05-1201-0200-5701 Chita (Uyuni)
- (231 Einwohner) 04-0505-0100-1005 Esmeralda (Oruro)
- (231 Einwohner) 02-1201-0600-9001 Lacaya (Pucarani)
- (230 Einwohner) 05-0702-0600-6001 Huanchaca (Caripuyo)
- (230 Einwohner) 01-0405-0200-4001 Rodeito (Chuquisaca)
- (229 Einwohner) 05-0702-0102-9001 Chaicuriri
- (229 Einwohner) 04-0505-0300-1013 Peña Peñani
- (229 Einwohner) 02-1003-0270-1001 Tojra
- (228 Einwohner) 02-0503-0100-1001 Aucapata
- (228 Einwohner) 01-0103-0200-2002 Chijmuri
- (227 Einwohner) 03-0302-0100-1001 Chivi Rancho
- (227 Einwohner) 03-0302-03xx-xxxx Huayllas (Cocapata)
- (227 Einwohner) 01-0101-1400-6001 Maragua (Oropeza)
- (227 Einwohner) 05-1001-0107-2001 Río San Pablo (Sur Lípez)
- (227 Einwohner) 08-0602-0102-2001 San Andrés (Marbán)
- (227 Einwohner) 04-0301-1300-1008 Villa Copacabana
- (226 Einwohner) 05-1103-0400-9001 Huayllajara (Linares)
- (226 Einwohner) 05-0702-0200-7001 Lacaya (Caripuyo)
- (225 Einwohner) 01-0201-0100-2001 Cimientos
- (225 Einwohner) 07-0802-0300-4002 Lagunillas (Trigal)
- (225 Einwohner) 02-0901-0170-2001 Pucuma
- (225 Einwohner) 08-0703-0100-4001 Puerto Siles
- (225 Einwohner) 05-0801-0201-7027 Suipacha (Bolivien)
- (224 Einwohner) 04-1101-0100-5001 Machacamarca (Eucaliptus)
- (224 Einwohner) 03-0301-0173-2009 Manzanani
- (224 Einwohner) 05-1103-0208-6001 Molles (Ckochas)
- (224 Einwohner) 01-0103-0200-6001 Piocera
- (224 Einwohner) 02-0405-0700-4001 Ullachapi Segundo
- (223 Einwohner) 05-1002-0100-9001 La Cienega
- (223 Einwohner) 05-0502-0200-5001 Pocosuco
- (223 Einwohner) 02-0701-0104-4001 Santa Cruz del Valle Ameno
- (223 Einwohner) 05-1202-1200-1001 Tarana
- (222 Einwohner) 05-1401-0400-2001 Chacoma (Potosí)
- (221 Einwohner) 06-0201-0200-2001 Abra de San Miguel
- (221 Einwohner) 02-1001-0300-2001 Arcopongo
- (221 Einwohner) 05-0202-0100-3001 Llallaguita
- (221 Einwohner) 08-0602-0176-1701 Nueva Creación Cotoca
- (221 Einwohner) 01-1001-0301-1001 Sapirangui Miri
- (221 Einwohner) 02-0905-0500-1001 Tienda Pata
- (220 Einwohner) 05-0501-0108-0001 Cayastia
- (220 Einwohner) 05-0601-0101-7001 Escara (Cotagaita)
- (220 Einwohner) 04-0104-0700-3001 Jachuma
- (220 Einwohner) 02-1302-0100-4001 Umala
- (219 Einwohner) 05-0501-0602-1001 Viluyo (Eskencachi)
- (219 Einwohner) 03-0303-0376-0001 Jatun Rumi (Cocapata)
- (219 Einwohner) 05-0501-0120-0002 Saucini
- (219 Einwohner) 04-1502-0100-3001 Todos Santos (Oruro)
- (218 Einwohner) 03-1101-0105-6002 Kallani Centro
- (218 Einwohner) 02-1102-0400-3001 Santiago de Taca
- (218 Einwohner) 03-1101-0200-6001 Villa Pereira (Tapacarí) (2001)
- (218 Einwohner) 05-0301-0604-7004 Viña Pampa
- (217 Einwohner) 02-2002-0404-5001 Bella Vista (Alto Beni)
- (217 Einwohner) 03-0303-0301-3001 Kumara (Cocapata)
- (217 Einwohner) 02-1102-0470-2701 Pariguaya
- (217 Einwohner) 02-1004-0800-6001 Pauca (Colquiri)
- (217 Einwohner) 05-0101-0103-5001 San Andrés de Machaca
- (216 Einwohner) 06-0501-1300-1003 La Pampa (Tarija)
- (216 Einwohner) 06-0501-1300-2001 Rincón de la Victoria (Bolivien)
- (216 Einwohner) 04-0901-0200-1003 Sacabaya
- (216 Einwohner) 05-0403-0104-3001 Turberia
- (215 Einwohner) 02-0602-0200-1001 Pablo Amaya
- (215 Einwohner) 05-0502-0200-5001 Rodeo Escalon - Añahuani
- (215 Einwohner) 07-0802-0100-5001 Trigal
- (214 Einwohner) 02-0109-0101-1001 Cutty
- (214 Einwohner) 03-0802-0102-1001 Siches
- (214 Einwohner) 02-0905-0401-0001 Tirco
- (214 Einwohner) 01-0201-0300-6001 Torrecillas
- (213 Einwohner) 07-0702-0104-7001 Isiporenda
- (213 Einwohner) 02-0102-0301-2001 Lacayani
- (213 Einwohner) 07-0801-0110-3001 Masicurí
- (213 Einwohner) 08-0802-0200-4001 Puerto Villazón
- (213 Einwohner) 07-0703-0502-2001 San Isidro I
- (213 Einwohner) 02-0905-0401-2001 Tucurpaya
- (213 Einwohner) 07-0801-0102-9003 Villa San Antonio (Vallegrande)
- (212 Einwohner) 05-1402-0101-2002 Caquena
- (212 Einwohner) 08-0602-0370-1701 Naranjitos
- (212 Einwohner) 06-0201-0800-2008 Rejara
- (212 Einwohner) 02-0601-0300-9001 San Lucas (Yani)
- (212 Einwohner) 05-1001-0100-5002 San Pablo de Lípez
- (211 Einwohner) 02-0903-0600-1002 Umalaco
- (210 Einwohner) 04-0102-0102-2001 Querarani
- (210 Einwohner) 05-0601-1400-2012 Laytapi
- (210 Einwohner) 07-1502-0200-1001 Misión Monseñor Salvatierra
- (210 Einwohner) 03-0601-0173-1001 Pongo Kasa
- (210 Einwohner) 07-0301-0303-2001 San Rafaelito (Chiquitanía)
- (210 Einwohner) 01-0702-0802-2001 Thuru Pampa (San Lucas)
- (209 Einwohner) 02-1203-0400-7001 Kerani
- (209 Einwohner) 07-0602-0303-0001 San Miguel (Sara)
- (209 Einwohner) 01-0102-0300-5001 Tambo Aqhachila
- (209 Einwohner) 01-0103-0600-3007 Thola Pampa de Chuquisaca
- (208 Einwohner) 05-1103-0400-4001 Cebadillas
- (208 Einwohner) 05-1103-0211-9001 Terma (Linares)
- (207 Einwohner) 05-0401-0402-6001 Bandurani
- (207 Einwohner) 05-0201-0113-5001 Laguna (Potosí)
- (207 Einwohner) 02-0102-0201-0001 Yaricachi
- (206 Einwohner) 05-0402-0500-1003 Antora
- (206 Einwohner) 02-1001-0200-1001 Cavari
- (206 Einwohner) 02-0603-0500-1001 Collabamba
- (206 Einwohner) 04-1401-03??-???? Guadalupe (Huari)
- (206 Einwohner) 01-0202-0300-8003 Tarea Pampa
- (206 Einwohner) 01-1001-0401-3001 Ticucha
- (205 Einwohner) 05-0801-0103-3001 Acnapa
- (205 Einwohner) 06-0601-1000-1    Canaletas (Tarija)
- (205 Einwohner) 02-1105-0400-1001 Chamaca
- (205 Einwohner) 01-0602-0101-2001 Lavadero (Yamparáez)
- (205 Einwohner) 09-0203-0300-4001 Luz de America
- (204 Einwohner) 02-1204-0400-1001 Cascachi
- (204 Einwohner) 01-0702-0800-8001 Corma
- (204 Einwohner) 05-0403-0220-0001 Utavi (Pocoata)
- (203 Einwohner) 02-0601-0600-2001 Ancoma Sur
- (203 Einwohner) 05-0403-0800-7001 Tejori
- (202 Einwohner) 01-0703-0300-4001 Agua y Cerca
- (202 Einwohner) 02-0902-0200-1001 Caracato
- (202 Einwohner) 05-1501-0400-1001 Casira Chica
- (202 Einwohner) 02-0602-0200-2001 San Juan de Challana
- (202 Einwohner) 01-1002-0300-7001 Santa Rosa de Cuevo
- (202 Einwohner) 06-0601-0500-5001 Suaruro
- (201 Einwohner) 02-0102-0100-3001 Calchani
- (201 Einwohner) 04-0102-0200-9006 Lajma
- (201 Einwohner) 05-1002-0100-6001 Casa Grande (Mojinete)
- (201 Einwohner) 06-0201-0300-3001 La Huerta (Tarija)
- (201 Einwohner) 05-0901-0503-2001 Llipi
- (200 Einwohner) 09-0202-0304-7001 Fortaleza (Orthon)
- (200 Einwohner) 05-0502-0500-3001 Julo Grande
- (200 Einwohner) 08-0202-0200-1001 Villa Bella (Bolivien)

## Ortschaften zentraler Bedeutung unter 200 Einwohner
- (199 Einwohner) 01-0702-0800-1001 Andamarca (Chuquisaca)
- (199 Einwohner) 05-1601-0300-2003 Cerro Gordo (Potosí)
- (199 Einwohner) 05-0302-0104-3001 Coipasi
- (199 Einwohner) 05-0701-0106-3001 Mallcukota
- (198 Einwohner) 02-1006-0302-8001 Caraguatá (Inquisivi)
- (198 Einwohner) 01-0902-0300-4001 Orocote
- (198 Einwohner) 05-0601-0201-0010 Vichacla
- (197 Einwohner) 05-0501-0203-2001 Micani (Charcas)
- (196 Einwohner) 01-0702-0200-1001 Ajchilla
- (196 Einwohner) 04-0801-0801-1004 Catuyo
- (196 Einwohner) 09-0202-0100-2001 San Pedro (Pando)
- (196 Einwohner) 05-1101-0801-2001 Vilamani
- (195 Einwohner) 03-0301-0177-0001 Chuchuhuani
- (195 Einwohner) 01-0901-0200-4001 Higuerayoc
- (195 Einwohner) 02-0402-0571-4701  Pacobamba (La Paz)
- (195 Einwohner) 02-1802-0470-1701 San José Alto
- (195 Einwohner) 08-0301-0200-2001 Candelaria (Reyes)
- (194 Einwohner) 07-0707-0100-7002 Pueblo Nuevo (Boyuibe)
- (194 Einwohner) 04-0302-0100-2001 Choquecota
- (194 Einwohner) 01-0702-0101-4001 Tambo Moqo
- (194 Einwohner) 05-1101-0501-7001 Vilacaya
- (193 Einwohner) 02-0202-0600-2001 Chiñaja
- (192 Einwohner) 05-1501-1000-4003 Sococha
- (192 Einwohner) 07-0801-0113-7001 Santa Rosita
- (191 Einwohner) 01-0902-0500-7001 El Cabrerío
- (191 Einwohner) 02-1003-0400-3001 Huaritolo
- (191 Einwohner) 05-1202-0700-1001 Kilpani
- (191 Einwohner) 09-0104-0100-7001 Santa Lourdes
- (191 Einwohner) 01-0101-0800-6001 Tajchi
- (191 Einwohner) 06-0302-0400-3001 Zapatera Norte
- (190 Einwohner) 02-0701-0370-8001 Unapa (Apolo)
- (190 Einwohner) 01-0101-0600-1001 Bella Vista (Sucre)
- (190 Einwohner) 02-1202-0601-0001 Curva Pucará
- (190 Einwohner) 05-0502-0104-4001 Molle Cancha
- (190 Einwohner) 09-0104-0270-9001 San Pedro (Pando)
- (189 Einwohner) 02-1003-0400-5001 Cheka (Cajuata)
- (189 Einwohner) 05-1501-0200-1001 El Tambo (Villazón)
- (189 Einwohner) 04-1501-0100-3008 La Rivera
- (188 Einwohner) 01-0101-0200-1001 Chaunaca
- (188 Einwohner) 07-0703-0501-1001 Eduardo Abaroa (Cabezas)
- (188 Einwohner) 02-0201-0601-0001 Willkahuaya
- (188 Einwohner) 05-1501-0102-7001 Cuartos
- (188 Einwohner) 06-0502-0300-2001 Chayaza
- (187 Einwohner) 01-0201-0201-3001 San Antonio (Azurduy)
- (187 Einwohner) 02-1002-0470-5001 Isicuni
- (187 Einwohner) 04-0901-1000-1006 Pisiga Sucre
- (187 Einwohner) 05-1101-0600-1001 Belén (Linares)
- (187 Einwohner) 03-0401-0400-1001 Huasa Rancho
- (187 Einwohner) 05-1501-0200-2010 Moraya
- (187 Einwohner) 01-0201-0201-4001 San Antonio (Azurduy)
- (186 Einwohner) 01-0502-0200-2001 Añimbo
- (186 Einwohner) 02-0104-0370-3001 La Yuri
- (186 Einwohner) 03-0402-0103-0002 Pajcha Pata Lux
- (185 Einwohner) 04-0103-0100-2001 El Choro (Oruro)
- (185 Einwohner) 03-0303-0772-0701 Rinconada (Cocapata)
- (185 Einwohner) 03-0301-0174-3012 Sivingani (Ayopaya)
- (185 Einwohner) 02-1305-0900-2003 Viscachani
- (184 Einwohner) 02-0905-0400-2003 Cebada Pata
- (184 Einwohner) 04-0801-0200-1002 Challacota
- (184 Einwohner) 04-0901-0500-1001 Comujo
- (184 Einwohner) 02-1301-0200-2001 Chijmuni
- (184 Einwohner) 01-0403-0101-4001 Paslapaya Baja
- (184 Einwohner) 01-0703-0300.5001 Portillo (Incahuasi)
- (184 Einwohner) 02-1401-0117-1001 San Martín de Padilla
- (184 Einwohner) 09-0203-0300-3001 Florida (Chivé)
- (184 Einwohner) 03-0301-0171-1008 Villa Pucara
- (183 Einwohner) 02-0204-1300-5001 Copancara
- (183 Einwohner) 05-0403-0203-9001 Campaya
- (183 Einwohner) 05-1002-0100-7001 Casa Pintada
- (182 Einwohner) 07-0801-0200-2001 Alto Seco
- (182 Einwohner) 02-1301-0800-1001 Kajani
- (182 Einwohner) 03-0601-0201-8001 Kalapaqueri
- (181 Einwohner) 02-1302-0101-7001 Huari Belén
- (181 Einwohner) 08-0102-0200-5001 La Curva (San Javier)
- (181 Einwohner) 06-0101-0900-8001 San Agustín Sur
- (181 Einwohner) 05-0801-1100-6001 San Miguel de Kataty
- (181 Einwohner) 02-0902-0103-8001 Sapahaqui
- (181 Einwohner) 05-1402-0400-5006 Yonza
- (181 Einwohner) 08-0501-0271-3701 Puerto San Lorenzo (TIPNIS)
- (180 Einwohner) 05-1103-0203-4001 Añaguayo
- (180 Einwohner) ß2-0807-0500-2001 Santa Rosa de Taraco
- (180 Einwohner) 02-1102-0400-4002 Taca (Irupana)
- (179 Einwohner) 02-0803-0400-8011 Pillapi
- (179 Einwohner) 02-0102-0203-0001 Pucaya
- (178 Einwohner) 04-1401-0200-2003 Belén de Challamayo
- (178 Einwohner) 02-0202-0600-3001 Chojñapata
- (177 Einwohner) 02-0204-0302-0001 Santiago de Huata (Huarina)
- (177 Einwohner) 02-0805-1400-5001 Nazacara (Ingavi)
- (177 Einwohner) 02-1701-0300-4001 Challapampa
- (177 Einwohner) 09-0503-0104-3001 San José (Santos Mercado)
- (176 Einwohner) 02-0405-0400-1001 Challapata Belén
- (175 Einwohner) 02-0201-0700-2001 Ajllata Grande
- (175 Einwohner) 02-1304-0300-7001 Ajoya
- (175 Einwohner) 04-0701-0170-2001 Cataricahua
- (175 Einwohner) 05-1101-0306-3001 Huatina
- (175 Einwohner) 03-1302-0170-3701 Sivingani Sud
- (175 Einwohner) 04-0603-0300-4022 Tutuni
- (175 Einwohner) 06-0301-0201-0001 Villa Ingavi
- (175 Einwohner) 03-0303-0373-1004 Villa Vinto
- (174 Einwohner) 06-0101-0700-4001 España Sur
- (173 Einwohner) 02-1301-0900-1001 Lequepampa
- (173 Einwohner) 04-0901-1500-1002 Cahuana
- (172 Einwohner) 03-0403-0100-1001 Achamoco
- (172 Einwohner) 04-0801-0802-3046 Sighualaca
- (171 Einwohner) 03-0303-0374-5001 Chorito
- (171 Einwohner) 05-0402-0400-6007 Tomoyo
- (171 Einwohner) 02-1005-0600-4001 Villa San Antonio Sirarani
- (170 Einwohner) 02-1402-0300-1003 Arapata
- (170 Einwohner) 07-0403-0111-0001 Puerto Grether
- (170 Einwohner) 03-0901-0170-4701 Tambo (Liriuni)
- (170 Einwohner) 05-0301-0604-6001 Vila Vila (Betanzos)
- (169 Einwohner) 03-1101-0404-7001 Ramadas (Tapacarí)
- (169 Einwohner) 03-0303-0300-5004 San Rafael (Cocapata)
- (169 Einwohner) 02-2002-0402-9001 Villa Piquendo
- (168 Einwohner) 01-0103-0201-4001 Pojpo
- (168 Einwohner) 02-0201-1000-5001 Chiarhuyo
- (168 Einwohner) 04-0402-0300-2001 Chachacomani (Oruro)
- (168 Einwohner) 04-0602-0200-1028 Urmiri (Poopó)
- (168 Einwohner) 05-0901-0600-4001 Santiago de Chuvica
- (167 Einwohner) 02-1601-0201-0001 Llachuani
- (167 Einwohner) 03-0302-0400-8003 Punacachi
- (167 Einwohner) 05-0303-0601-0011 Yahuacari
- (166 Einwohner) 05-0801-0109-3001 Hornillos
- (166 Einwohner) 05-0801-0700-1001 Oro Ingenio
- (166 Einwohner) 09-0104-0270-1001 El Carmen (Pando)
- (166 Einwohner) 05-0702-0105-3002 Jankho Jankho
- (166 Einwohner) 03-1001-0171-6006 Sapanani Centro
- (165 Einwohner) 02-0904-0102-2001 Jachapampa (Malla)
- (164 Einwohner) 05-0501-060x-xxxx Esquencachi
- (164 Einwohner) 04-0401-0401-6001 Lagunas
- (164 Einwohner) 05-0901-0100-4004 Mañica
- (163 Einwohner) 05-0702-0400-1001 Cuchu Challviri
- (163 Einwohner) 05-0501-0400-4001 Huancarani (Chari Chari)
- (162 Einwohner) 02-0201-1400-6001 Corpaputo Centro
- (162 Einwohner) 02-0202-0300-2001 Chejepampa Centro
- (162 Einwohner) 08-0302-0103-4001 Quiquibey
- (162 Einwohner) 02-1401-0300-4002 Villa Esmeralda (Coroico)
- (162 Einwohner) 04-0504-0100-1026 Yunguyo (Litoral)
- (161 Einwohner) 03-0303-0300-8001 Cotacajes
- (161 Einwohner) 01-0702-0500-9001 El Terrado
- (161 Einwohner) 04-0103-0170-2001 Rancho Grande
- (161 Einwohner) 02-0904-0370-2001 Soracachi (Malla)
- (160 Einwohner) 05-1103-0203-7001 Calapaya
- (160 Einwohner) 05-1401-0300-1001 Canquella
- (159 Einwohner) 09-0302-0371-8001 Charal (Pando)
- (159 Einwohner) 01-0903-0301-1001 Impora
- (159 Einwohner) 02-0202-0200-6001 Maca Maca (Ancoraimes)
- (159 Einwohner) 02-0203-0800-9001 Chua Visalaya
- (158 Einwohner) 09-0203-0100-2001 Buyuyo
- (158 Einwohner) 02-1001-0400-1001 Capiñata
- (158 Einwohner) 01-0903-0400-3001 La Torre (Sud Cinti)
- (158 Einwohner) 02-1102-0302-5005 Laza (Irupana)
- (158 Einwohner) 05-1202-0501-5002 Pecataya
- (158 Einwohner) 02-1303-0500-3001 Huallcota
- (157 Einwohner) 05-0204-0200-2003 Ako Paraya
- (157 Einwohner) 09-0203-0101-6001 Empresiña
- (157 Einwohner) 02-1103-0200-8001 Puente Villa
- (157 Einwohner) 03-0303-03xx-xxxx Putucuni (Cocapata)
- (156 Einwohner) 02-0402-0402-0006 Pacaures
- (155 Einwohner) 06-0502-0200-1001 Carrizal (Tarija)
- (155 Einwohner) 05-0801-0117-4001 San José de Pampa Grande
- (155 Einwohner) 05-1301-0700-9005 Santiago (Arampampa)
- (155 Einwohner) 08-0601-0400-6001 Villa Carmen del Remanzo
- (154 Einwohner) 05-0301-0900-4001 Ancomayo
- (154 Einwohner) 06-0202-0200-3001 Arrozales
- (154 Einwohner) 06-0402-1100-2001 San Pedro (Avilés)
- (154 Einwohner) 02-1004-0771-0001 Ancocota
- (153 Einwohner) 02-0306-0106-6001 Mallku Originario Taypuma Centro
- (152 Einwohner) 05-0102-0106-6001 Challa Mayu
- (152 Einwohner) 09-0502-0100-3001 San Ignacio (Pando)
- (152 Einwohner) 04-0301-0500-1001 Payoco
- (152 Einwohner) 08-0701-0270-2701 Monte Azul (Beni)
- (151 Einwohner) 02-0308-0170-8004 Callapa
- (151 Einwohner) 02-0102-0101-0001 Karsi
- (151 Einwohner) 04-0901-0300-1005 Negrillos
- (151 Einwohner) 06-0402-1200-3001 Tojo (Tarija)
- (150 Einwohner) 01-0601-0100-2001 Cayambuco
- (150 Einwohner) 08-0102-0200-9001 Nuevo Israel
- (150 Einwohner) 03-0302-0771-2701 Pucarani Grande
- (150 Einwohner) 01-0103-0300-6002 Sapse
- (150 Einwohner) 04-0403-0218-1001 Tomoyo (Pocoata)
- (149 Einwohner) 02-1801-0200-2001 Chilahuala
- (149 Einwohner) 08-0302-0101-9001 Galilea (Beni)
- (149 Einwohner) 03-0903-0172-4003 Titiri La Cumbre
- (148 Einwohner) 09-0503-0170-3001 Chiripa (Pando)
- (148 Einwohner) 04-0801-0600-1001 Concepción de Belén
- (148 Einwohner) 04-0201-0177-6019 Pequereque
- (148 Einwohner) 08-0302-0171-4004 Tierra Santa (Beni)
- (148 Einwohner) 01-0702-0701-2001 Uruchini
- (147 Einwohner) 05-0501-0111-9001 Huaychayapu
- (147 Einwohner) 02-0904-0270-2001 Rodeo (Malla)
- (147 Einwohner) 06-0502-0900-4001 La Parroquia
- (147 Einwohner) 08-0601-0370-2701 Sachojere
- (147 Einwohner) 02-1402-0101-3001 Umamarca
- (146 Einwohner) 03-1303-0102-5001 Ayapampa
- (146 Einwohner) 04-0801-0801-2006 Chalhua
- (146 Einwohner) 01-0101-1300-4001 Punilla (Sucre)
- (146 Einwohner) 02-1202-0501-3001 San Juan de Satatotora
- (146 Einwohner) 05-0601-0200-7001 Tambo Huayco
- (145 Einwohner) 02-1004-0200-3001 Alto Cañaviri
- (145 Einwohner) 09-0501-0200-1001 Aserradero Los Indios
- (145 Einwohner) 05-1203-0300-1002 Chaquilla
- (145 Einwohner) 05-0202-0106-0701 Pongoma
- (145 Einwohner) 03-0402-0371-1003 Soico
- (145 Einwohner) 01-0801-0300-8001 Urriolagoitia (Chuquisaca)
- (144 Einwohner) 02-0806-2001-5001 Kalla Tupac Katari
- (144 Einwohner) 02-1103-0201-0001 Villa Aspiazu
- (144 Einwohner) 05-0301-0202-5001 Otuyo
- (144 Einwohner) 02-1801-0900-1001 Waldo Ballivián (Kalli Pampa)
- (143 Einwohner) 05-1203-0400-1009 Carma (Porco)
- (143 Einwohner) 02-1004-0473-2001 Chiarquipa
- (143 Einwohner) 05-0701-0111-2001 Cochipampa (Sacaca)
- (143 Einwohner) 03-1101-0181-5001 Huarancaiza
- (143 Einwohner) 02-0905-0470-4002 Sumiraya
- (143 Einwohner) 01-0903-0500-3001 Taraya
- (142 Einwohner) 01-0702-0300-2001 Canchas Blancas (Kollpa)
- (142 Einwohner) 02-1401-0103-1001 Quenallata
- (142 Einwohner) 02-1802-0100-5001 Papel Pampa
- (142 Einwohner) 06-0601-0600-5001 Saykan
- (142 Einwohner) 08-0801-0200-1001 Versalles (Beni)
- (141 Einwohner) 08-0703-0270-1001 Alejandria (Beni)
- (141 Einwohner) 09-0502-0170-8001 Democracia (Pando)
- (141 Einwohner) 05-0204-0202-4001 Huacuta
- (141 Einwohner) 06-0201-0700-6001 Orozas
- (141 Einwohner) 05-0801-1000-8001 Villa Pacheco
- (141 Einwohner) 02-1701-0301-6001 Zampaya
- (140 Einwohner) 01-0101-0400-1001 Arabate
- (140 Einwohner) 02-1002-0470-7001 Pongo B-2
- (140 Einwohner) 01-0903-0800-1001 Socpora
- (139 Einwohner) 03-1205-0172-2001 Senda Cinco
- (138 Einwohner) 01-0201-0200-1001 Barbechos
- (138 Einwohner) 01-0903-0700-2002 Santa Rosa (Sud Cinti)
- (138 Einwohner) 05-0203-0200-1002 Circuyo
- (138 Einwohner) 07-0702-0400-4001 Comunidad San Francisco
- (137 Einwohner) 05-0901-0200-7001 Pampa Grande (Nor Lípez)
- (137 Einwohner) 04-0801-0802-8001 Tambo Tambillo
- (136 Einwohner) 01-0704-0301-9001 Santa Elena (Charcas)
- (136 Einwohner) 05-1103-0212-6001 Turuchipa
- (135 Einwohner) 03-1001-0171-6004 Chaquiqocha
- (135 Einwohner) 05-1202-0400-8001 Tolapampa
- (134 Einwohner) 04-0401-0300-1001 Caripe (Bolivien)
- (134 Einwohner) 06-0402-0900-4002 Quebrada Honda (Yunchará)
- (134 Einwohner) 05-1203-0270-2717 Topala
- (134 Einwohner) 02-1004-0500-8001 Uyuni (Zona Pucará)
- (134 Einwohner) 02-1004-0500-8001 Zona Pucará
- (133 Einwohner) 02-1105-0400-2001 Charobamba
- (133 Einwohner) 06-0201-0300-2001 Canchas Mayu
- (133 Einwohner) 06-0402-0800-3001 San Luis de Palqui
- (133 Einwohner) 04-0801-0500-3001 Ucumasi
- (132 Einwohner) 06-0202-0200-4001 Barredero
- (132 Einwohner) 09-0203-0200-5001 Holanda (Pando)
- (132 Einwohner) 05-0601-1700-3010 Pampa Grande Collpa Uno
- (132 Einwohner) 09-0103-0100-3001 San Pedro de Bolpebra
- (131 Einwohner) 02-1401-0300-5001 Huarinilla
- (131 Einwohner) 04-0901-1300-1003 Tunapa
- (130 Einwohner) 04-0701-0601-2001 Villacollo
- (129 Einwohner) 05-0602-0400-1001 Ampa Ampa
- (129 Einwohner) 02-1004-0200-7001 Chullunquiani
- (129 Einwohner) 05-1101-0304-0001 Miculpaya
- (129 Einwohner) 06-0601-0101-5001 Sereré Norte
- (128 Einwohner) 04-0104-0800-1001 Cohani
- (128 Einwohner) 08-0601-0100-7003 Loreto (Beni)
- (128 Einwohner) 05-1103-0208-3    Mojón Ckasa
- (128 Einwohner) 06-0201-1000-4001 San Francisco (Padcaya)
- (127 Einwohner) 01-0702-0400-4001 Chanchacilli
- (127 Einwohner) 06-0402-0700-1001 Kiska Cancha
- (127 Einwohner) 04-0104-0400-6001 Thola Pampa
- (127 Einwohner) 02-1005-0400-5004 Yahuaroco
- (126 Einwohner) 01-0101-1300-1001 Cajamarca (Sucre)
- (126 Einwohner) 05-0401-0209-8002 Castilla Huma
- (126 Einwohner) 05-0403-0205-5001 Chiaraque (Pocoata)
- (126 Einwohner) 02-1101-0200-1003 Chirca
- (126 Einwohner) 05-0601-0102-3001 Cienega (Cotagaita)
- (126 Einwohner) 09-0203-0200-2001 Espíritu (Pando)
- (126 Einwohner) 01-0702-0300-6001 Japo (Chuquisaca)
- (126 Einwohner) 04-0801-0801-9030 Playa Verde (Oruro)
- (126 Einwohner) 05-1202-0508-5001 Visigsa
- (125 Einwohner) 03-0303-0371-2002 Calientes (Cocapata)
- (125 Einwohner) 02-0901-0600-1006 Poroma
- (125 Einwohner) 05-0404-0400-2001 Chairapata (Ocurí)
- (125 Einwohner) 05-0901-0100-5005 Villa Candelaria
- (125 Einwohner) 05-1301-0500-1001 Molle Villque
- (124 Einwohner) 06-0302-0400-1001 Acheral (Bolivien)
- (124 Einwohner) 02-0901-0500-1002 Colliri
- (124 Einwohner) 02-0904-0370-2001 Coque (Malla)
- (124 Einwohner) 01-0902-0700-1001 El Salitre (Chuquisaca)
- (124 Einwohner) 05-0601-1400-3004 Quinchamali
- (123 Einwohner) 06-0501-0302-3001 San Pedro de las Peñas
- (123 Einwohner) 05-0501-0121-4001 Tola Tola
- (122 Einwohner) 09-0102-0100-4001 Cachuelita Bajo
- (122 Einwohner) 07-0707-0200-2001 Choroquetal
- (122 Einwohner) 02-1001-0800-6001 Cosco
- (122 Einwohner) 03-1302-0170-1702 Kaspi Corral
- (122 Einwohner) 08-0802-0200-3002 Mateguá
- (122 Einwohner) 02-0902-0300-8001 Muruhuta
- (122 Einwohner) 05-0403-0400-4001 Patacochi
- (121 Einwohner) 03-0401-0200-3001 Izata
- (121 Einwohner) 02-1601-0170-6001 Moroqarqa
- (121 Einwohner) 05-0204-0202-0003 Tacopalca
- (120 Einwohner) 05-0403-0402-3002 Collpakasa
- (119 Einwohner) 05-0801-0400-3005 Talina (Tupiza)
- (118 Einwohner) 03-0402-0100-4002 Blanco Rancho
- (118 Einwohner) 02-0402-0800-3001 Canllapampa
- (118 Einwohner) 05-0802-0300-1001 Cotani
- (118 Einwohner) 05-0403-0105-4004 Totora (Pocoata)
- (117 Einwohner) 02-2001-1300-1001 Choro (Caranavi)
- (117 Einwohner) 04-0701-0200-7002 Condor Iquiña
- (117 Einwohner) 05-0303-0400-9001 Machacamarca (Saavedra)
- (117 Einwohner) 04-0801-0470-2001 Villa Esperanza Quinsuyo
- (116 Einwohner) 05-1501-0500-1001 Chagua
- (116 Einwohner) 05-0901-1000-3001 Llavica de Agencha
- (115 Einwohner) 03-0402-0271-2701 Alfamayu
- (115 Einwohner) 04-0801-0400-1001 Aroma (Oruro)
- (115 Einwohner) 05-1202-0200-2001 San Pedro de Opoco
- (115 Einwohner) 03-0303-0302-3001 Tetillas
- (115 Einwohner) 04-1001-0900-2003 Untavi
- (114 Einwohner) 02-2001-0600-1001 Chojña
- (114 Einwohner) 02-0602-0271-4001 Minero La Fabulosa
- (113 Einwohner) 03-0301-0101-9001 Kuti Challani
- (113 Einwohner) 01-0601-0200-6001 Pajcha (Tarabuco)
- (113 Einwohner) 05-0303-0504-5006 Rodeo (Saavedra)
- (113 Einwohner) 08-0602-0201-1001 Somopae
- (113 Einwohner) 02-1005-0101-6001 Totora (Ichoca)
- (112 Einwohner) 05-0801-0600-1005 Chillco
- (112 Einwohner) 05-0901-0700-1001 Atulcha
- (112 Einwohner) 02-1004-0600-2002 Huayllamarca (Colquiri)
- (112 Einwohner) 08-0301-0106-1001 Puerto Cavinas
- (111 Einwohner) 01-0102-0200-9001 Huayllas (Yotala)
- (111 Einwohner) 03-0402-0300-2001 La Viña (Anzaldo)
- (109 Einwohner) 04-0801-0300-1009 Jirira
- (109 Einwohner) 04-1401-10??-???? Castilla Huma
- (109 Einwohner) 01-0202-0263-9001 Pampas de Leque
- (109 Einwohner) 02-1305-0600-1001 Jatuquira
- (109 Einwohner) 09-0203-0300-5001 San Antonio del Chivé
- (108 Einwohner) 04-0103-0300-4001 Challacollo
- (108 Einwohner) 01-0702-0100-3    Cumuni
- (108 Einwohner) 05-0403-0500-3001 Tanana (Chayanta)
- (108 Einwohner) 05-0403-0700-1001 San Juan de Arros Pata
- (108 Einwohner) 06-0402-0200-2001 Arteza
- (107 Einwohner) 03-0402-0200-1001 Chapini
- (107 Einwohner) 04-1301-0400-2009 Crucero
- (107 Einwohner) 05-0601-0700-1002 Cruz Pampa
- (107 Einwohner) 06-0101-0800-7001 Junacas Sur
- (107 Einwohner) 05-0602-0200-9005 Kehuaca Grande
- (107 Einwohner) 05-1102-0501-2701 Kestuchi
- (107 Einwohner) 01-0902-0500-9003 La Cueva (Miscuni)
- (107 Einwohner) 02-2002-0800-6001 Santa Rosa (Alto Beni)
- (106 Einwohner) 02-1803-0100-9001 Chacarilla
- (106 Einwohner) 09-0502-0200-6001 Las Malvinas (Pando)
- (106 Einwohner) 04-0104-0200-5001 Paria (Oruro)
- (106 Einwohner) 04-0301-0100-4001 Ancaravi
- (105 Einwohner) 05-0501-0504-6008 Huaylloma (Charcas)
- (105 Einwohner) 01-0703-0300-6001 Pucará de Yatina
- (105 Einwohner) 04-0104-0800-2001 Lequepalca
- (105 Einwohner) 03-1302-0170-4701 Sotace
- (105 Einwohner) 05-0404-0118-6004 Tarowaque
- (104 Einwohner) 09-0502-0100-2001 Enarevena
- (103 Einwohner) 06-0601-0800-1001 Alto Ipaguazu
- (103 Einwohner) 05-0702-0104-8001 Irunciata
- (103 Einwohner) 02-0102-0301-1001 Quilihuaya
- (103 Einwohner) 02-1401-0103-9001 San José de Chicalulo
- (102 Einwohner) 06-0402-0700-4001 Ñoquera
- (101 Einwohner) 09-0302-0101-2001 San Lorenzo (Pando)
- (101 Einwohner) 02-1201-0400-7001 Villa Iquiaca
- (100 Einwohner) 06-0201-0500-6002 La Merced (Tarija)

## Ortschaften zentraler Bedeutung unter 100 Einwohner
- (99 Einwohner) 02-1004-0300-4001 Challani
- (99 Einwohner) 05-0702-0400-4001 Challviri de Potosí
- (99 Einwohner) 04-0702-0201-9006 Sora Sora (Machacamarca)
- (99 Einwohner) 02-1401-0115-6001 Yolosa
- (98 Einwohner) 02-1004-0200-4001 Ancocalani
- (98 Einwohner) 05-0403-0500-7001 Chulloca
- (98 Einwohner) 02-1401-0101-6001 Chuspipata
- (98 Einwohner) 05-0303-0200-8001 Ancoma
- (97 Einwohner) 05-1102-0101-6001 Chajnacaya
- (97 Einwohner) 06-0402-0300-2001 Belén (Avilés)
- (97 Einwohner) 05-0702-0106-8001 Queñuani
- (96 Einwohner) 05-0801-0700-4014 San José de Hornos
- (96 Einwohner) 01-0303-0102-6001 Seripona
- (96 Einwohner) 05-0101-0200-4001 Tarapaya
- (96 Einwohner) 01-0202-0300-9001 Trigo Loma
- (96 Einwohner) 02-1303-0177-6704 Villa Santiago de Colluta
- (95 Einwohner) 05-1501-0300-3001 Calahoyo
- (95 Einwohner) 05-0802-0500-2004 Chocaya
- (95 Einwohner) 02-0702-0200-5001 Ulla Ulla
- (94 Einwohner) 06-0502-0900-1001 Cieneguillas (Tarija)
- (94 Einwohner) 05-1201-0100-8701 Sullchi
- (93 Einwohner) 01-0201-0103-1002 Pampas Sepulturas
- (92 Einwohner) 05-0901-0400-2001 Chuvica
- (92 Einwohner) 03-0303-0377-6002 Palta Cueva
- (92 Einwohner) 06-0201-1202-1001 San Antonio (Padcaya)
- (92 Einwohner) 03-0701-0400-4001 Tokohalla
- (92 Einwohner) 02-1004-0770-2702 Thola Pampa (Colquiri)
- (91 Einwohner) 05-0404-0406-0001 Soratiri
- (91 Einwohner) 03-0402-0371-2001 Thaya Paya
- (90 Einwohner) 05-0501-0101-3001 Coral Khasa
- (90 Einwohner) 05-1601-0100-3001 Agua de Castilla (Alota)
- (89 Einwohner) 04-0201-0175-1xxx Andamarca Crucero
- (89 Einwohner) 06-0502-0400-3001 Curqui
- (88 Einwohner) 05-1402-0102-0001 Coqueza
- (88 Einwohner) 06-0302-0201-0001 Gutiérrez (Caraparí)
- (88 Einwohner) 05-1202-0802-4001 Ollerías (Tomave)
- (87 Einwohner) 05-0601-1100-8001 Mocko Pata
- (87 Einwohner) 05-0901-1000-2001 Agua Quiza
- (87 Einwohner) 02-1004-0771-1001 Aranjuez (Colquiri)
- (87 Einwohner) 05-0901-1100-3001 Ramaditas
- (87 Einwohner) 08-0201-0371-2701 Santuario
- (86 Einwohner) 05-0702-0105-5001 Jinchupalla
- (86 Einwohner) 05-0601-0600-2001 Jolquencho
- (86 Einwohner) 05-1201-0101-1703 Noel Mariaca
- (85 Einwohner) 05-0602-0101-0001 Ayoma Alta
- (84 Einwohner) 01-0701-0300-3001 Lintaca
- (84 Einwohner) 04-1601-0571-0001 Belén de Choquecota
- (84 Einwohner) 05-1103-0211-7001 Tambillos (Ckochas)
- (84 Einwohner) 03-1302-0170-5701 Zapallar (Mizque)
- (82 Einwohner) 06-0502-0600-2001 Ircalaya
- (81 Einwohner) 09-0503-0100-2001 Los Almendros
- (80 Einwohner) 05-1101-0806-6005 Pampa Tambo (Puna)
- (80 Einwohner) 02-1103-0102-0001 Unduavi
- (79 Einwohner) 06-0501-0200-2001 Alto Cajas
- (78 Einwohner) 03-0903-0172-9001 Montecillo Verde
- (77 Einwohner) 02-0202-0500-6002 Cajiata Centro
- (77 Einwohner) 02-1301-0500-7002 Cruce Luribay
- (76 Einwohner) 05-0403-0100-7001 Chacafuco
- (76 Einwohner) 02-1002-0300-1001 Huaña Cota (Quime)
- (76 Einwohner) 05-0404-0303-4002 Marcoma
- (76 Einwohner) 06-0402-0500-5001 Pasajes (Yunchará)
- (76 Einwohner) 05-0801-1200-1001 Peña Blanca del Carmen
- (76 Einwohner) 02-1102-0600-7001 Victorio Lanza
- (75 Einwohner) 05-0501-0121-4002 Huaraca (Charcas)
- (75 Einwohner) 05-1103-0207-5001 Marcavi
- (74 Einwohner) 04-0103-0200-1001 Crucero Belén
- (74 Einwohner) 05-0403-04xx-xxxx Tuscufaya
- (74 Einwohner) 02-1105-1301-1001 Villa Barrientos (Sud Yungas)
- (73 Einwohner) 05-0303-0113-8003 Tacobamba (Potosí)
- (71 Einwohner) 02-1203-1302-4002 Llasaraya
- (70 Einwohner) 06-0402-0900-7001 Huayllajara (Tarija)
- (70 Einwohner) 07-0702-0400-3001 Ipitacuape
- (69 Einwohner) 06-0402-0400-2001 Buena Vista (Tarija)
- (69 Einwohner) 04-0701-0500-9006 Hurachaquilla
- (69 Einwohner) 06-0402-0900-3001 Pulario
- (69 Einwohner) 03-0402-0200-6002 Quiriria
- (68 Einwohner) 03-0402-0300-1001 Caranota
- (67 Einwohner) 04-0701-0500-1005 Huallatiri
- (67 Einwohner) 01-0101-1101-1001 Sausal (Sucre)
- (66 Einwohner) 05-1103-0201-5001 Esquiri (Ckochas)
- (66 Einwohner) 04-0201-0102-0025 Irunzata
- (66 Einwohner) 05-0901-0502-0001 Julaca
- (66 Einwohner) 06-0101-0800-6001 Junacas Norte
- (66 Einwohner) 02-0701-0400-1001 Mojos
- (65 Einwohner) 05-0601-1200-2009 San Antonio (Cotagaita)
- (65 Einwohner) 05-0702-0700-2001 Calacondo
- (64 Einwohner) 01-0701-0101-6001 Palca Grande
- (64 Einwohner) 05-0502-0200.5001 Saca Villque Sub Pocosuco
- (63 Einwohner) 06-0402-1000-1001 Santa Cruz de Azloca
- (63 Einwohner) 08-0702-0270-2001 San Antonio de Poyori
- (63 Einwohner) 05-1101-0308-0001 Ticala
- (63 Einwohner) 02-0101-0201-1001 Zongo (La Paz)
- (61 Einwohner) 06-0202-0400-4001 Porcelana
- (60 Einwohner) 05-0601-1000-2017 Mormorque
- (60 Einwohner) 05-0902-0400-1001 Pajancha
- (60 Einwohner) 05-1002-0100-5001 Bonete Palca
- (58 Einwohner) 02-0901-0401-3001 Taucarasi
- (57 Einwohner) 02-1004-0300-6001 Coriri
- (56 Einwohner) 05-0601-0800-1001 Chati (Cotagaita)
- (55 Einwohner) 02-1801-0600-5001 Araj Huma
- (55 Einwohner) 08-0303-0101-0001 Ponton Santa Teresa del Yata
- (52 Einwohner) 05-1002-0100-3001 Pueblo Viejo (Mojinete)
- (51 Einwohner) 02-0701-0271-7001 Puerto El Carmen
- (51 Einwohner) 05-0602-0200-1001 Agua de Castilla (Vitichi)
- (50 Einwohner) 04-0201-0102-0009 Cachuyo
- (49 Einwohner) 06-0402-0500-3001 Copacabana (Yunchará)
- (49 Einwohner) 05-0601-0901-0010 Quechisla
- (48 Einwohner) 05-0902-0500-1001 Avaroa
- (48 Einwohner) 05-1103-0700-2001 Duraznos
- (48 Einwohner) 03-1101-0178-1001 Kochi Pampa
- (48 Einwohner) 02-1004-0401-4005 Polloquiri
- (48 Einwohner) 08-0602-0370-3701 San Lorenzo (Marbán)
- (47 Einwohner) 02-0302-0300-6001 Jihuacuta
- (45 Einwohner) 04-0102-0101-1010 Santa Fe (Oruro)
- (45 Einwohner) 05-0403-0300-1001 Cenajo
- (44 Einwohner) 02-1401-0102-7001 Cotapata (Nor Yungas)
- (44 Einwohner) 05-0402-0600-1002 Toroca
- (43 Einwohner) 04-0201-0102-0005 Cututu
- (42 Einwohner) 09-0201-0300-6001 Manchester (Bolivien)
- (41 Einwohner) 03-0402-0104-2004 Sivingani (Anzaldo)
- (40 Einwohner) 09-0104-0101-8001 Palacios (Pando)
- (38 Einwohner) 04-0801-0701-1009 San Martín (Oruro)
- (36 Einwohner) 03-0901-0176-7705 Putucuni (Quillacollo)
- (35 Einwohner) 08-0201-0371-7001 El Triangulo
- (35 Einwohner) 05-1202-0401-7001 Jancoyo
- (34 Einwohner) 04-1503-0100-1025 Carangas (Oruro)
- (34 Einwohner) 03-0903-0100-8001 Cuatro Esquinas (Cochabamba)
- (34 Einwohner) 05-0802-0600-4004 Guadalupe (Sur Chichas)
- (33 Einwohner) 02-2001-1371-1001 San Pedro de Caranavi
- (33 Einwohner) 04-1201-0202-1001 Isallavi
- (32 Einwohner) 02-1902-0300-3001 Thola Khollu
- (30 Einwohner) 05-1201-0400-1001 Huanchaca (Uyuni)
- (29 Einwohner) 04-0103-0470-2001 San Felipe de Chaytavi
- (27 Einwohner) 04-0201-0201-9007 Thola Palca
- (25 Einwohner) 05-0602-0300-1001 Ara (Nor Chichas)
- (25 Einwohner) 04-0901-0700-1007 Parajaya
- (25 Einwohner) 04-0201-0102-0026 Vintuta
- (21 Einwohner) 05-0802-0101-4001 Escoriani
- (21 Einwohner) 05-0902-0100-7001 Chiguana
- (19 Einwohner) 02-0701-0100-4001 Apacheta (Apolo)
- (19 Einwohner) 02-1001-0570-8001 Escola Tunasani
- (19 Einwohner) 02-1401-0303-2001 Korisamaña
- (19 Einwohner) 02-1901-0300-1001 Berenguela (Pando)
- (17 Einwohner) 04-1001-0101-0001 Villa Cruce
- (16 Einwohner) 05-0802-0400-5008 Portugalete (Potosí)
- (13 Einwohner) xx-xxxx-xxxx-xxxx Peñas (Cochabamba)
- (13 Einwohner) 01-0201-0101-8002 Wancarani
- (9 Einwohner) 02-1901-0100-8001 Santiago de Machaca